# Église Notre-Dame de Trumilly
L'église Notre-Dame est une église catholique située à Trumilly, en France. Comme souvenir de la première église romane du village et témoin de son ancienneté, elle conserve un portail de la fin du XIe siècle. Sinon, l'église est issue de la transformation gothique d'une seconde église romane de la première moitié du XIIe siècle. Un nouveau chœur gothique rayonnant est édifié entre 1230 / 1240, faisant preuve d'une recherche architecturale et d'une qualité d'exécution rares pour une petite église rurale. Le croisillon sud est reconstruit peu après, puis les parties anciennes sont remaniées et voûtées d'ogives. Malgré les six campagnes de construction qui peuvent être identifiées, l'ensemble paraît tout à fait harmonieux. Le clocher, bien que pas très éloigné de certains clochers romans simples de la région, a été entièrement bâti à neuf peu avant la Révolution française. Globalement, l'église de Trumilly est très bien conservée et n'a jamais subi de restaurations profondes jusqu'à la fin du XXe siècle. En plus de la qualité architecturale du chœur, c'est donc surtout son authenticité qui rend l'édifice remarquable. Il a été classé au titre des monuments historiques par arrêté du 22 juillet 1914. L'église Notre-Dame est aujourd'hui affiliée à la paroisse Saint-Sébastien de Crépy-en-Valois.

## Localisation
L'église est située dans le département français de l'Oise, sur la commune de Trumilly, rue de Néry (RD 98), au milieu du village à peu de distance au sud de la mairie. La façade occidentale donne sur un parking qui occupe l'emplacement de l'ancien cimetière, et l'élévation nord donne sur la rue. Au sud et à l'est, des propriétés privées s'approchent de l'église de près. Si le chevet est visible à travers la cour de la ferme voisine, l'élévation méridionale reste invisible pour le public.

## Historique

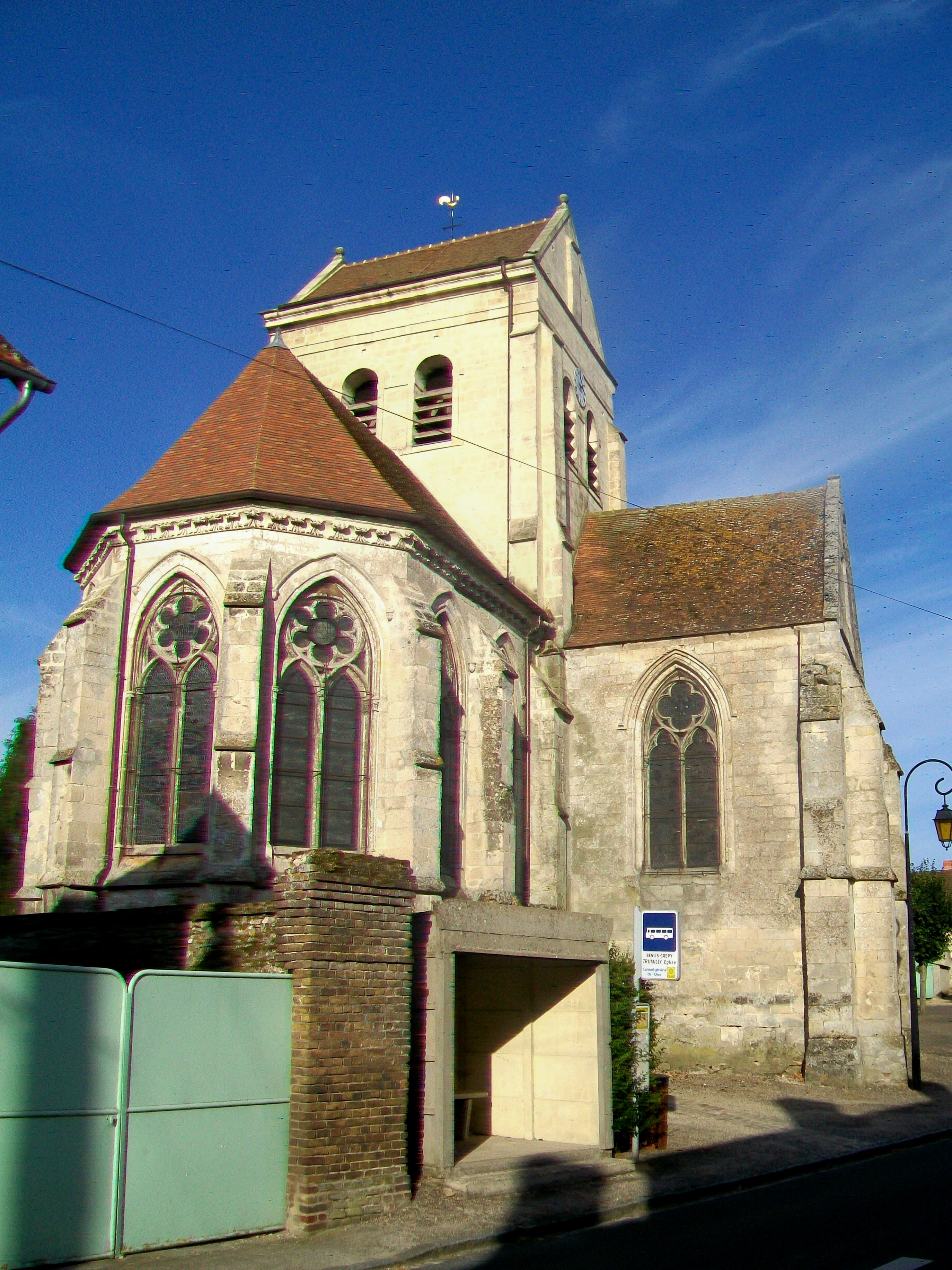
Chœur, clocher et croisillon nord.

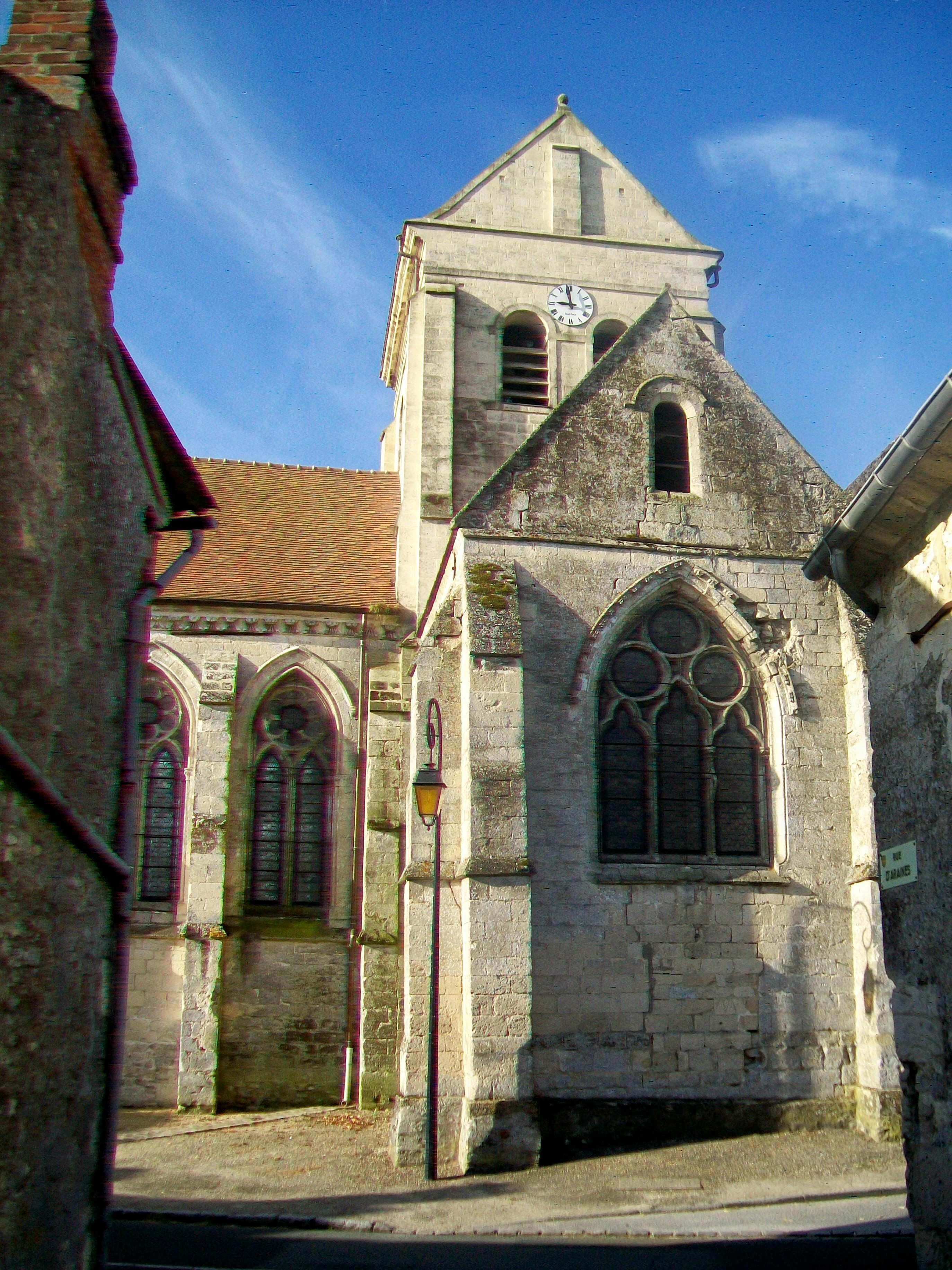
Clocher et croisillon nord.

La seigneurie de Trumilly appartenait au chapitre de l'église Saint-Rieul de Senlis, et le patronage de la cure avait été donné au chapitre de la cathédrale Notre-Dame de Senlis par l'évêque de Senlis, Eudes II, vers 1074. Sinon, très peu de détails sont connus de l'histoire de Trumilly et de son église en particulier, mais il ne fait aucun doute que l'origine du lieu est très ancienne. La genèse de l'édifice ne peut qu'être déduite de l'analyse de la modénature et du remplage des fenêtres gothiques. Six campagnes de construction peuvent être identifiées, dont la première porte sur l'église précédente, et la dernière sur le remplacement du clocher primitif peu avant la Révolution française.
Le portail occidental sous son porche provient de la première église de Trumilly, de style roman. Si l'on admet que la charte confiant le patronage de la cure au chapitre Notre-Dame est rédigée au moment du nommage du premier curé, mais que l'église n'est pas encore tout à fait terminée, l'on arrive à une datation du portail vers 1080. Cette datation est conforme à ses caractéristiques, qui se rencontrent dans la région entre la fin du XIe siècle et le début du XIIe siècle. Si Maryse Bideault et Claudine Lautier suggèrent donc la date de 1080, Jacques Téaldi insiste sur une datation du début du XIIe siècle sans donner de raisons, alors que Pierre-Jean Trombetta élude la question. Tout le reste de l'église est en tout cas plus tardif. Une nouvelle église est en effet construite pendant la première moitié du XIIe siècle, toujours de style roman. En subsistent les murs de la nef, des bas-côtés et du croisillon nord, sauf les parties hautes. Selon le raisonnement de Jacques Téaldi, cette église serait identique à celle dont reste le portail, et la première église de Trumilly n'aurait ainsi pas laissé de traces.
Vers 1230 / 1240, l'église encore romane est dotée d'un nouveau chœur de style gothique rayonnant dont l'architecture est d'une grande finesse, et la qualité d'exécution tout à fait remarquable. Si d'autres églises rurales de la Picardie possèdent une abside de la même forme et de la même époque, l'on n'y constate pas cette recherche de plasticité et de raffinement. Le dessin particulier du remplage des fenêtres, apparu dans les chapelles rayonnantes de la cathédrale Notre-Dame de Reims est développé pleinement dans une chapelle latérale nord de la nef de la cathédrale Notre-Dame de Paris. Une influence de ce chantier sur Trumilly est incontestable, sans que pour autant l'on puisse y voir le travail d'un architecte parisien. Peu après l'achèvement du chœur, le croisillon sud est rebâti selon les mêmes caractéristiques. Enfin, un porche est ajouté devant le portail.
Les deux dernières campagnes de travaux pendant le Moyen Âge portent sur la transformation gothique des parties romanes de l'église. La nef n'est initialement pas voûtée, et les bas-côtés sont probablement voûtés en berceau, ainsi que peut-être le transept. Vers 1270 / 1280, la nef est donc voûtée sur croisées d'ogives, et des faisceaux de trois colonnettes sont appliqués contre les quatre grosses piles entre nef et bas-côtés. Puis, le croisillon nord est traité de la même façon, mais son mur oriental est entièrement bâti à neuf. Au XIVe siècle, les bas-côtés sont eux aussi voûtés d'ogives, et les fenêtres du bas-côté sud sont même dotées de remplages, alors que celles du bas-côté nord restent des lancettes simples. Jacques Téaldi estime pour sa part que les bas-côtés auraient entièrement été rebâtis à cette époque, mais n'explique pas leurs doubleaux archaïques. L'église trouve alors sa configuration actuelle, exception faite du clocher qui est encore roman. Il a dû s'effondrer pendant la seconde moitié du XVIIIe siècle, comme cela arrivait fréquemment faute d'entretien. En tout cas, il a été remplacé par un nouveau clocher assez proche de la physionomie d'un clocher roman fruste, et une inscription mentionne l'année d'achèvement, 1789. Le nouveau clocher est en réalité de style classique, comme le montre le parement des piles de la croisée du transept, habillées d'un lourd style antiquisant.
Pour Pierre-Jean Trombetta, l'église Notre-Dame de Trumilly est l'une des plus complexes de l'ancien diocèse de Senlis sur le plan chronologique. Ceci est vrai en tenant compte d'interventions qui n'ont porté que sur les éléments mineurs, tels que la fenêtre occidentale de la nef ou le porche. Globalement, l'on peut retenir un portail de 1080 ; un chœur gothique de 1230 / 1240 ; une nef, des bas-côtés et des croisillons romans de la première moitié du XIIe siècle mais transformés successivement selon des préceptes du style gothique après l'achèvement du chœur ; et une croisée du transept de style classique de la fin de l'Ancien Régime. L'église n'a jamais subi de remaniements à l'époque moderne, ni même de restaurations importantes avant la fin du XXe siècle. Elle est classée au titre des monuments historiques par arrêté du 22 juillet 1914. Après 1923, quelques travaux de maçonnerie et de couverture sont exécutés sous la direction de l'architecte en chef des monuments historiques A. Collin. En 1948, la voûte du carré du transept est consolidée sous Jean-Pierre Paquet : il est à souligner que cette voûte est justement la plus récente de toute l'église. Ainsi, l'église Notre-Dame de Trumilly est un édifice particulièrement authentique et très bien conservé, ce qui fait une grande partie de son intérêt historique. Pour Jacques Téaldi, c'est l'une des églises les plus intéressantes du Valois.

## Description

### Aperçu général

Plan de l'église.

À peu près régulièrement orientée, mais avec un axe dévié légèrement vers le nord-ouest, l'église suit un plan cruciforme et presque symétrique le long de son axe. Elle se compose d'une nef de trois travées accompagnée de ses deux bas-côtés ; d'un transept largement débordant, dont le croisillon nord est plus profond que le croisillon sud ; et d'un chœur de deux travées. La seconde travée comporte une partie droite et une abside à pans coupés. Le clocher en bâtière se dresse au-dessus de la croisée du transept, et un porche précède le portail occidental. Les bas-côtés sont recouverts de toits en appentis, et l'église possède des pignons sur la façade occidentale et aux deux extrémités du transept. — En ce qui concerne les dimensions, sans tenir compte du porche, l'église Notre-Dame atteint une longueur de 30,50 m hors œuvre et de 27,00 m à l'intérieur, pour une largeur de 20,50 m hors œuvre et de 17,00 m au niveau du transept. Les dimensions hors œuvre tiennent compte des contreforts.

### Extérieur

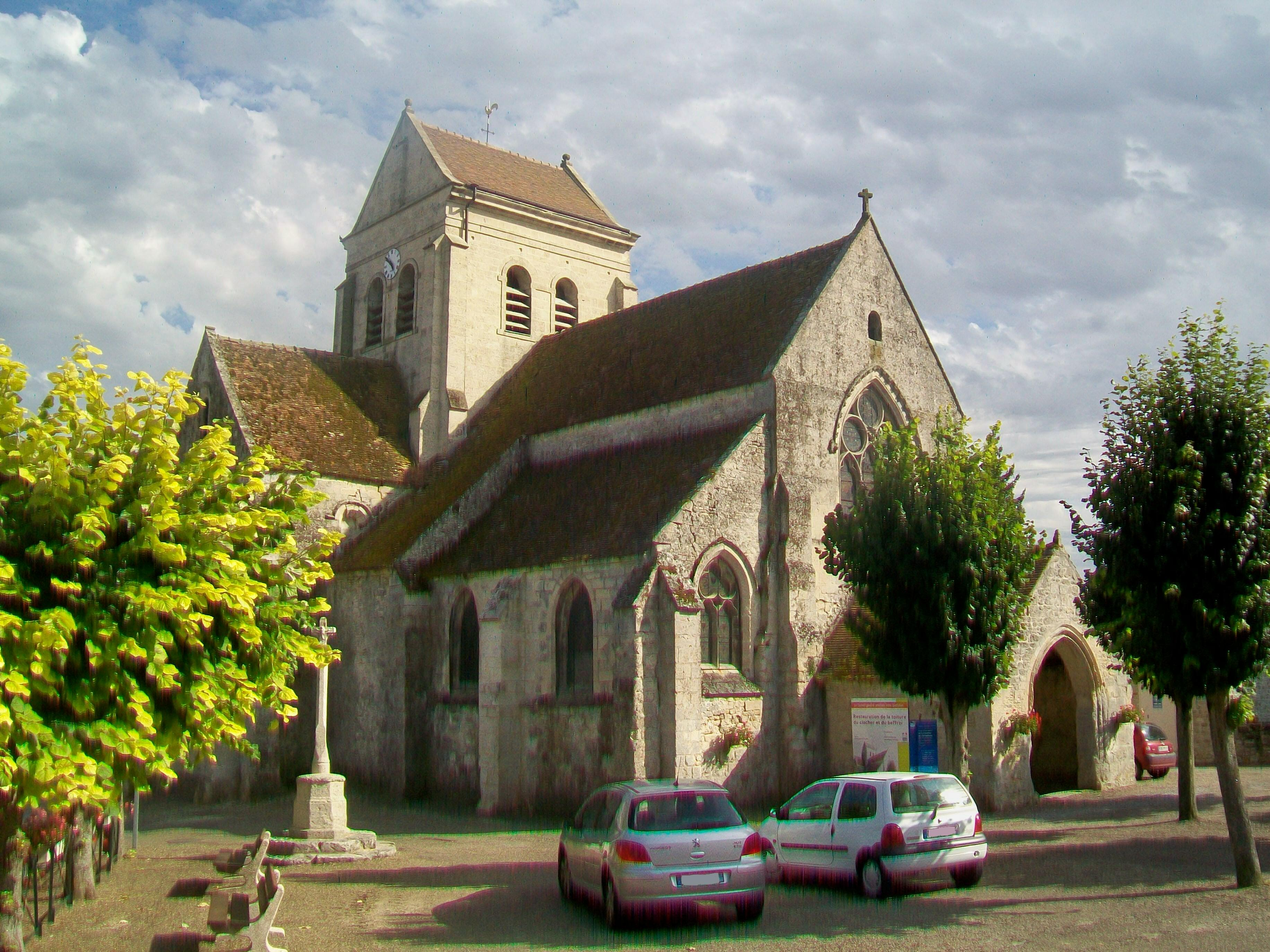
Vue depuis le nord-ouest.

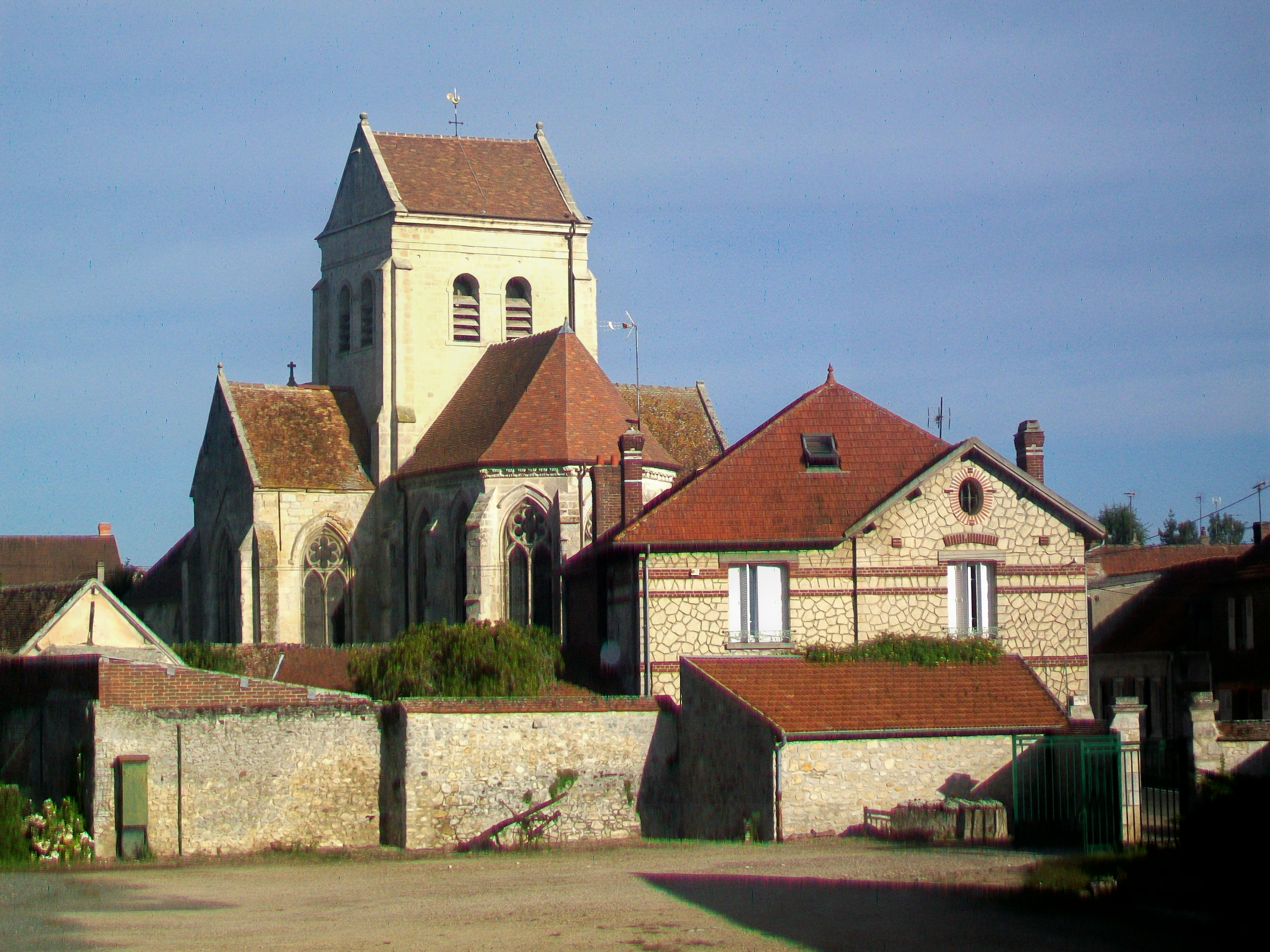
Vue depuis l'est.

La silhouette de la nef est trapue, et son architecture ne montre extérieurement aucune particularité en dehors des fenêtres. La façade occidentale est flanquée de deux contreforts à ressauts, et le pignon est couronné par une petite croix en pierre. Les bas-côtés sont pourvus de contreforts strictement verticaux se terminant par un glacis ou par un chaperon. Comme particularité, la troisième travée du bas-côté nord est plus élevée, et son toit est établi en continuité avec celui de la nef, alors qu'une partie des murs hauts de la nef est visible ailleurs. Le porche devant le portail occidental est assez large, et son ouverture en tiers-point est moulurée, mais le reste des murs est nu, et les murs gouttereaux aveugles. Sous le portail se cache le remarquable portail roman de la fin du XIe siècle, avec une quintuple archivolte, dont la partie supérieure a en partie été coupée pour l'établissement du toit du porche. L'archivolte inférieure est décorée de bâtons brisés, et les autres arborent un décor en pointe-de-diamant de grandes dimensions. En regardant de près, les pointes-de-diamant arborent des bâtons brisés qui épousent leurs formes, ce qui est une spécificité signalée par aucun auteur. Le portail de Trumilly aurait servi de modèle à Saint-Vaast-de-Longmont, où les pointes-de-diamant sont ordinaires.
Le croisillon nord est épaulé par des contreforts scandés par un larmier intermédiaire au niveau du seuil des fenêtres, et se terminant par un glacis. Dans le mur occidental subsiste le vestige de la dernière baie romane en plein cintre, simplement décorée d'un sourcil. Le chœur est sans conteste la partie la plus réussie de l'église et d'une facture élégante, notamment grâce à ses fenêtres remplissant tout l'espace disponible entre les contreforts. Le haut des murs du chœur est couronné d'une corniche composée de moulures qui semblent représenter une série de nœuds de ruban à bouts pendants. Les fenêtres en tiers-point sont surmontées par des sourcils retombant sur de petites têtes grimaçantes. Les contreforts sont scandés par un court glacis à mi-hauteur des fenêtres, ainsi que par un larmier à la hauteur du seuil des fenêtres qui court tout autour du chœur et monte plus haut dans les ébrasements des fenêtres.
Les fenêtres dans l'église Notre-Dame appartiennent à quatre types différents. Celles du chœur sont les plus anciennes et les plus élaborées. Elles datent des années 1230 / 1240 et leurs arcatures sont entourées d'un boudin, qui retombe sur les chapiteaux de frêles colonnettes le long des piédroits. Les deux lancettes sont également garnies de chapiteaux à la même hauteur, mais elles se partagent le même meneau central avec donc un seul chapiteau au centre. Le registre supérieur du remplage est formé par un oculus hexalobé, et les écoinçons entre les lancettes et les festons de l'oculus restent libres, ainsi que généralement les petits écoinçons entre les festons. Le chœur compte sept fenêtres de ce type (la première au sud ayant perdu sa rosace initiale, remplacée par un simple oculus rond). Le croisillon sud possède deux autres fenêtres du même type, mais elles sont encadrées en plus par une large gorge cernée de deux cavets. Dans le mur occidental du croisillon sud, au-dessus du toit du bas-côté adjacent, existe un oculus hexalobé seul.
Le second type de remplage n'apparaît qu'une seule fois, dans le mur oriental du croisillon nord. Ici, le sourcil ne retombe pas sur des têtes grimaçantes, et la fenêtre est entourée d'une moulure prismatique au lieu d'un tore avec des chapiteaux. Les deux lancettes sont pratiquement identiques à celles du chœur, mais elles se terminent par une tête tréflée s'inscrivant dans une ogive. En haut, l'oculus hexalobé est remplacé par un quatre-feuilles. Le troisième type de remplage en est dérivé, avec la même mouluration autour de la fenêtre, mais un cordon de billettes au lieu du simple sourcil. Ce type de fenêtre concerne les larges baies à trois lancettes du mur septentrional du croisillon nord et de la façade occidentale, au-dessus du porche. Les oculi ont pris la forme de cercles au lieu de quatre-feuilles, mais ils sont désormais au nombre de trois. Les lancettes sont toujours à têtes tréflées, mais dans le croisillon nord, il n'y a plus les ogives se superposant aux têtes tréflées. Toutes ces fenêtres datent de la seconde moitié du XIIIe siècle, et celle du croisillon nord est la plus récente. Finalement, un quatrième type apparaît dans les bas-côtés ; il concerne les deux fenêtres donnant vers l'ouest et les trois fenêtres tournées vers le sud. Ici, la mouluration des contours des fenêtres et les chapiteaux ont disparu, et le simple sourcil pour décorer l'arcature a fait son retour. Les deux lancettes se terminent par des têtes tréflées sans ogive superposée, comme au nord du croisillon nord, et l'oculus est cette fois-ci une trèfle,.

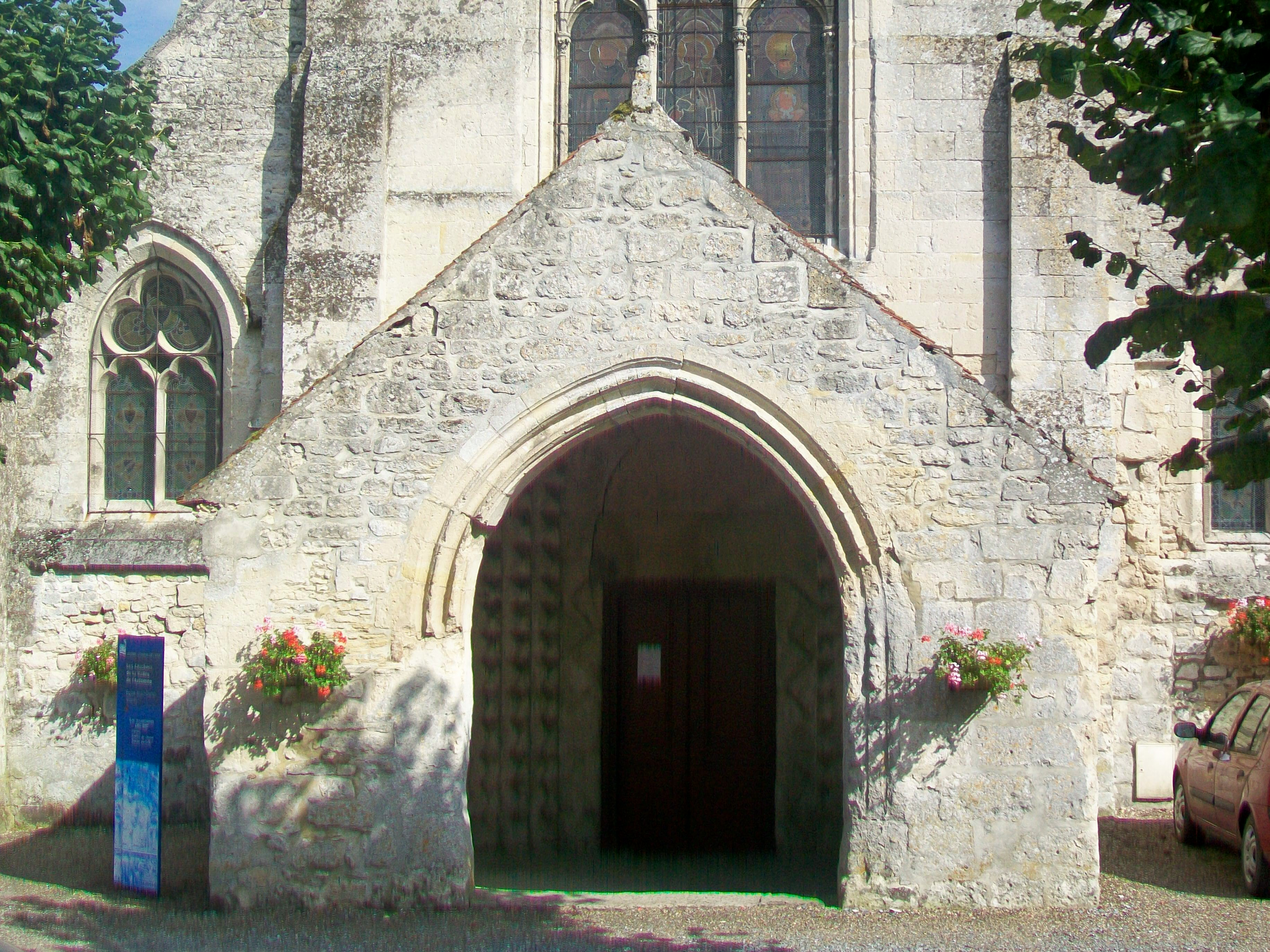
Le porche.
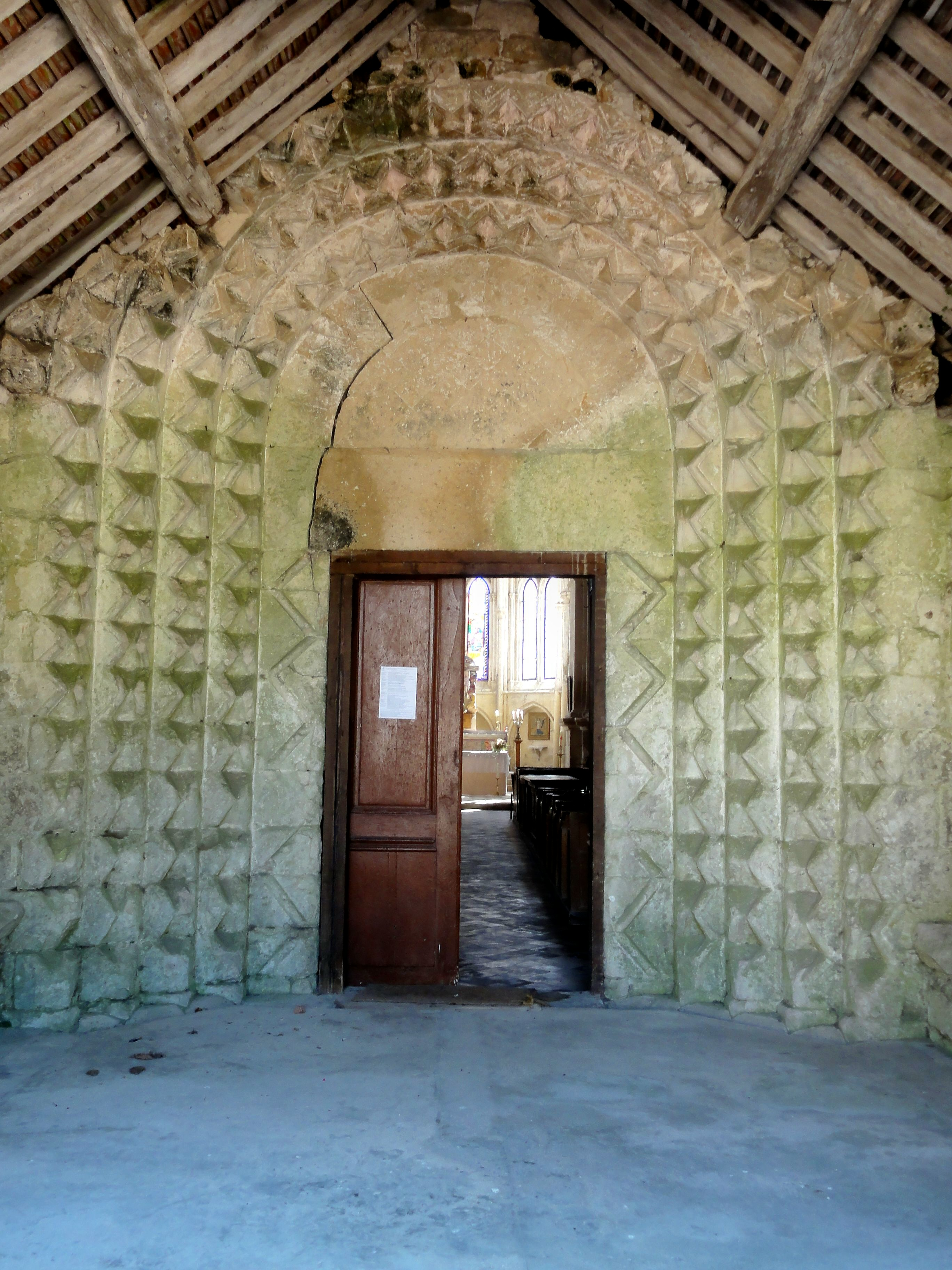
Portail occidental.
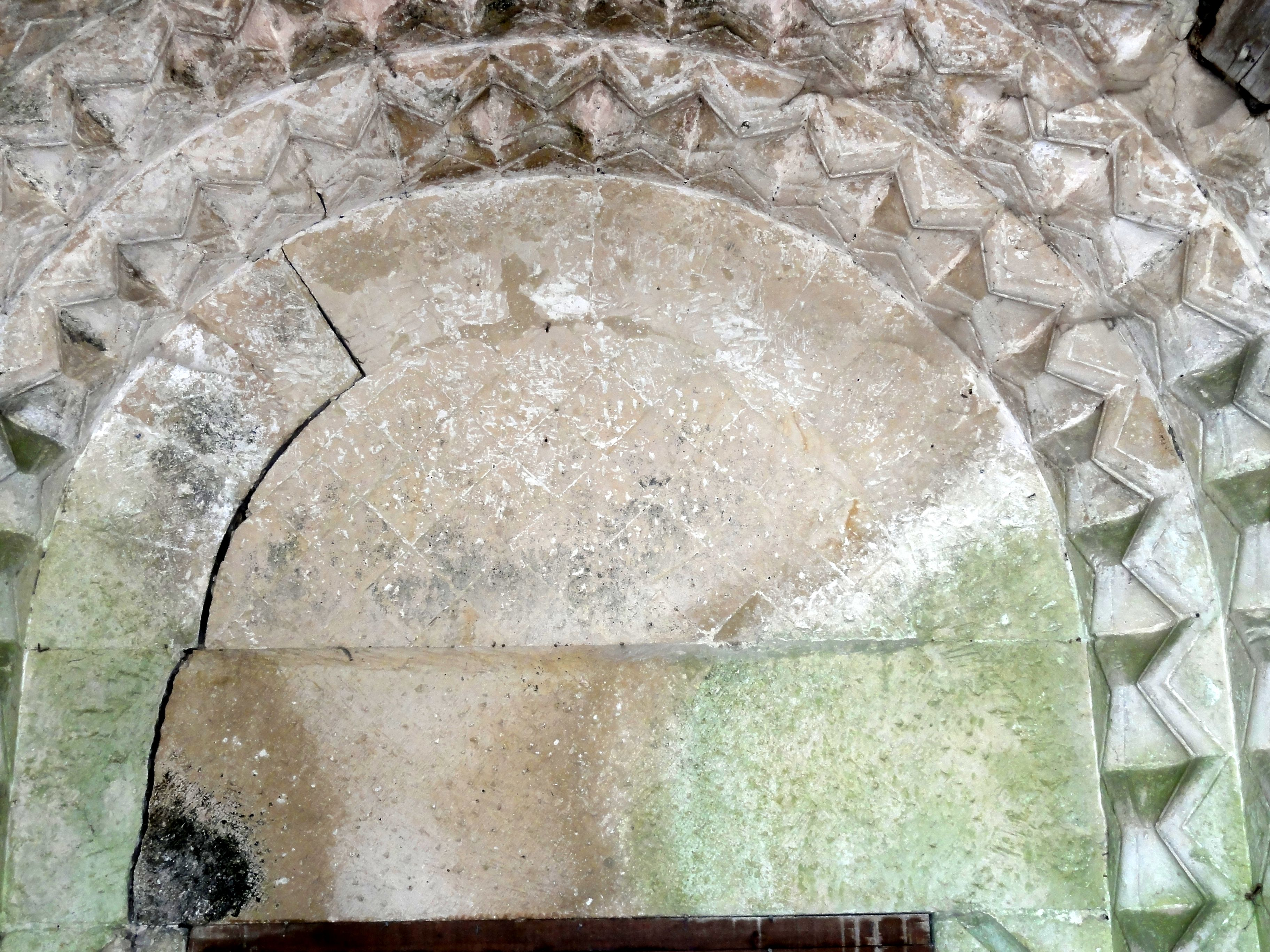
Tympan du portail.
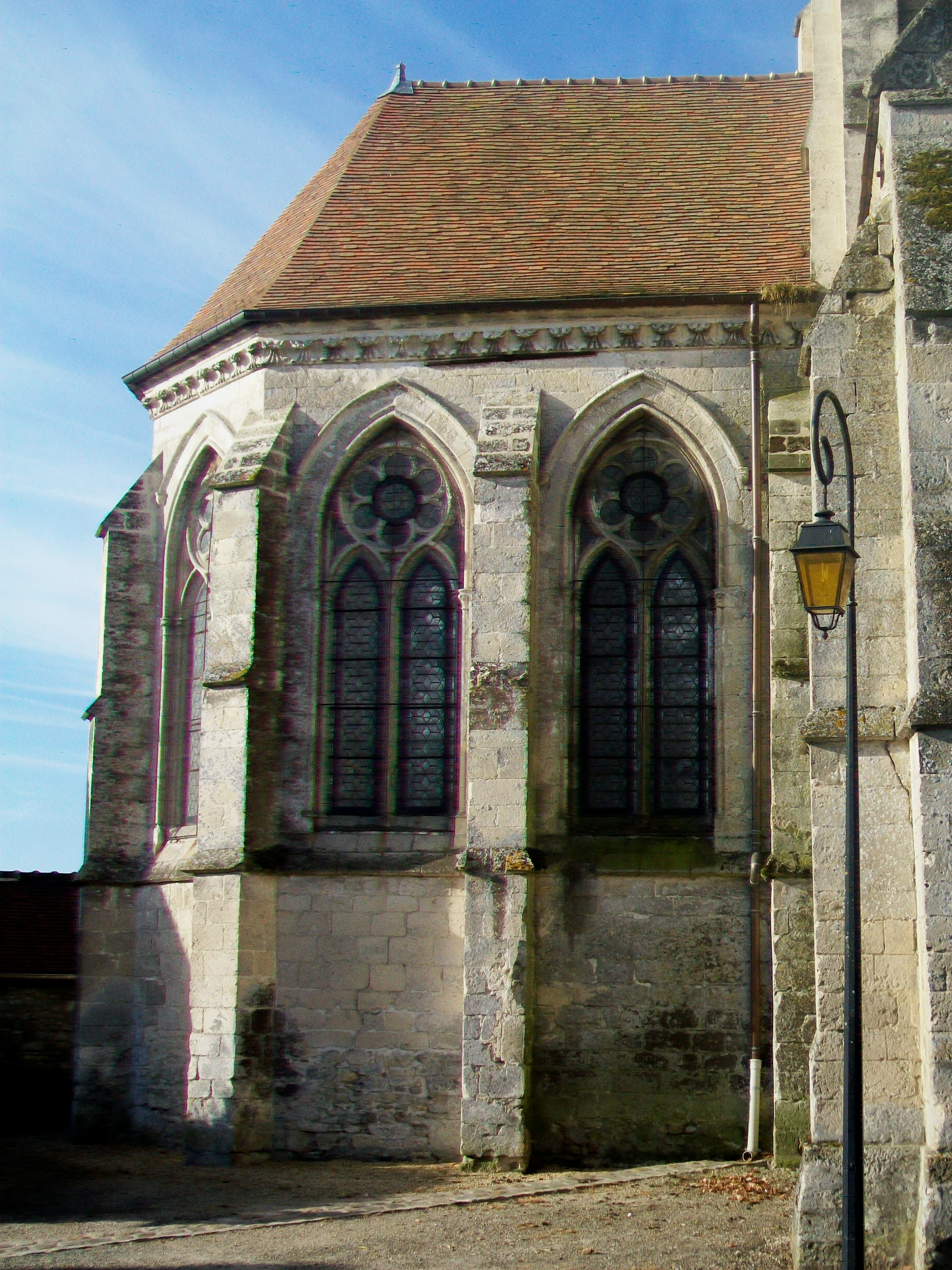
Chœur, côté nord.
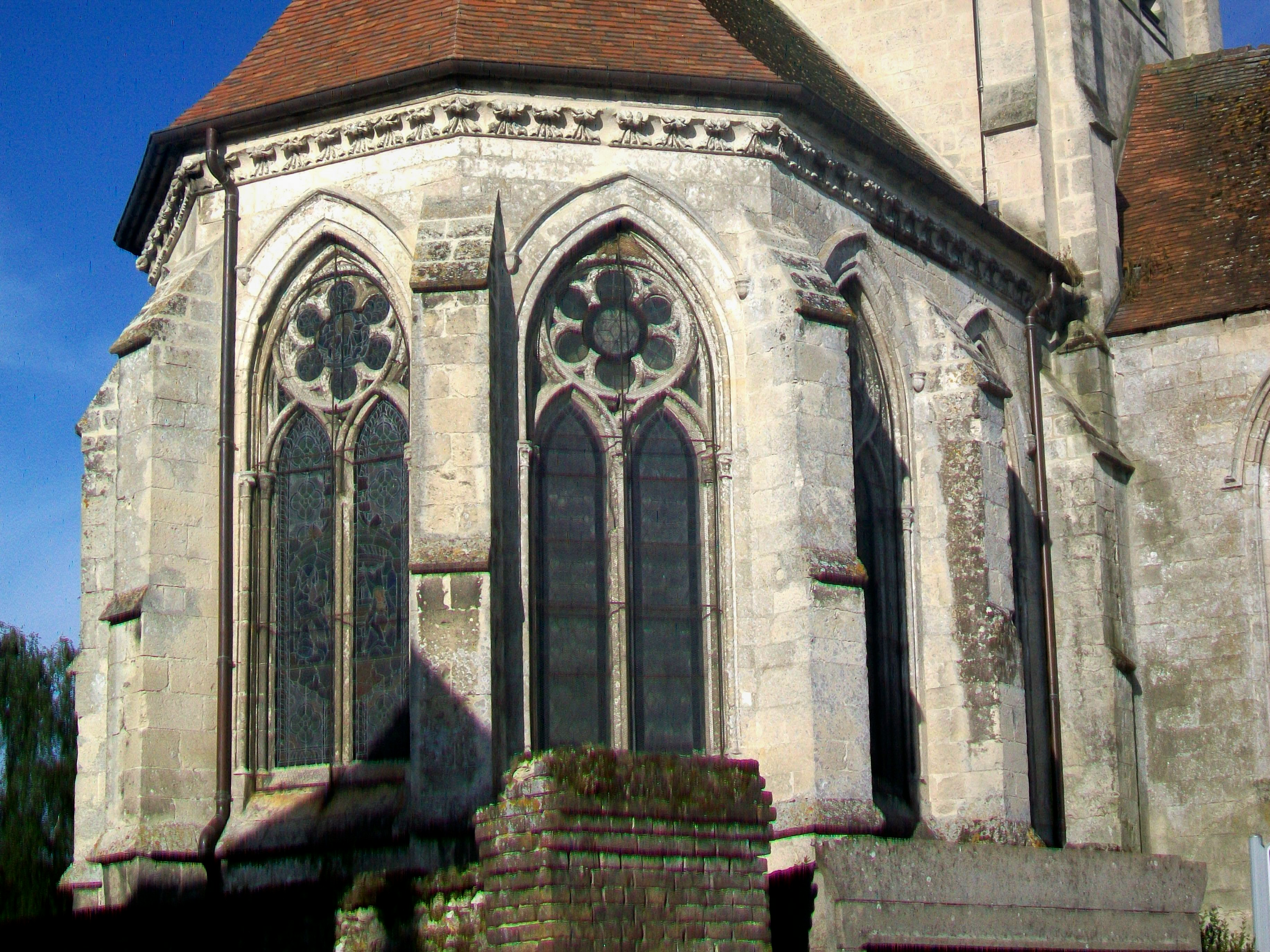
Détail du chœur.

### Intérieur

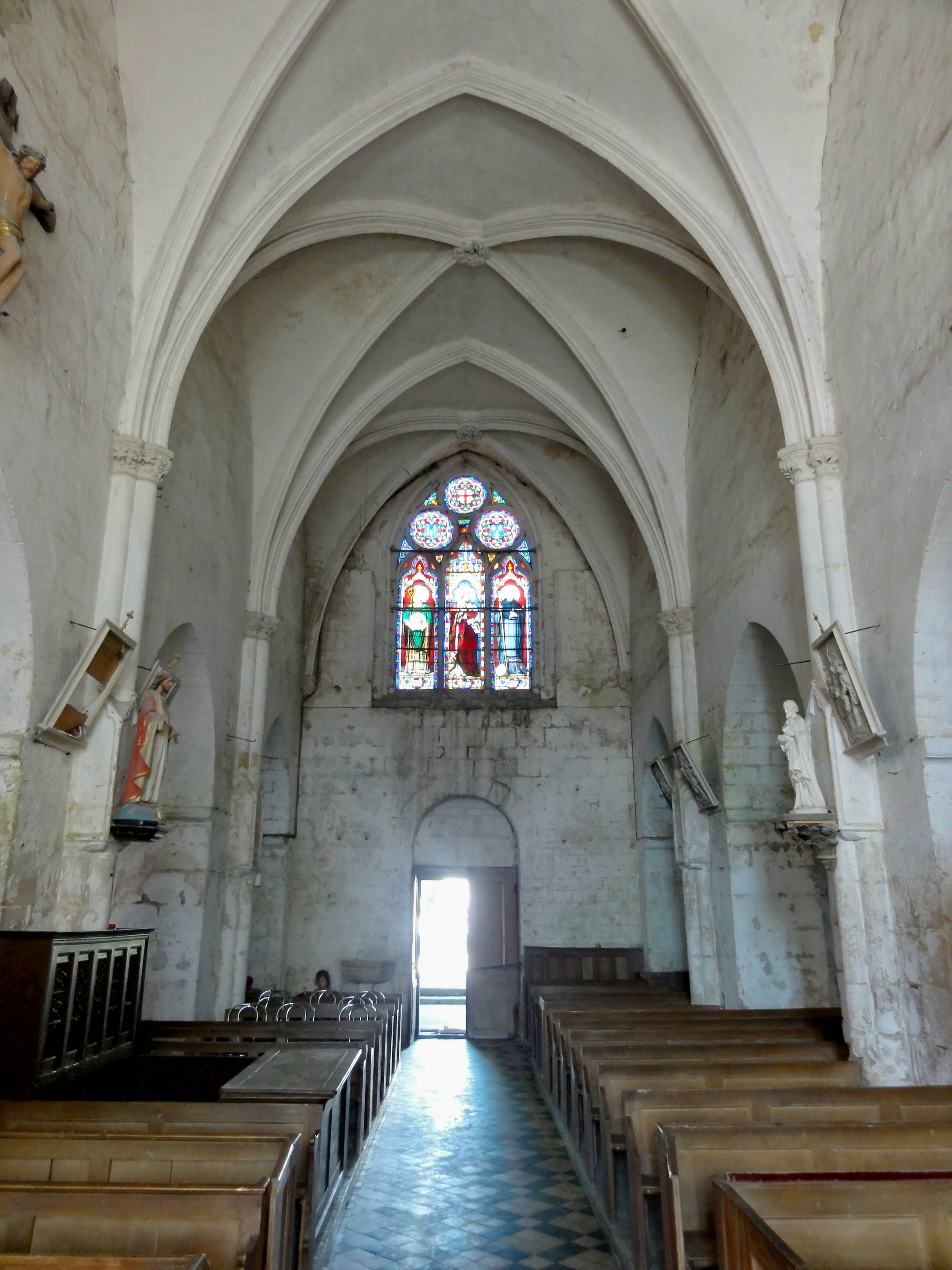
Nef, vue vers l'ouest.

#### Nef
La nef communique avec ses bas-côtés par des ouvertures en tiers-point percées dans ses murs latéraux. Ces ouvertures ne sont pas moulurées, exception faite d'un larmier dans l'intrados, à hauteur des impostes. Les murs hauts sont parfaitement nus et n'ont jamais possédé de fenêtres hautes. L'éclairage naturel n'est assuré qu'indirectement par les bas-côtés et les parties orientales, ainsi que par la seule fenêtre que possède la nef elle-même, dans le mur occidental. Bien que tous les murs soient blanchis, la nef reste presque constamment plongée dans l'ombre et paraît sombre. Les trois voûtes d'ogives sont dépourvues de formerets. Les clés de voûte sont ornées de feuillages, ainsi que d'une tête couronnée côté ouest, au-dessus de la seconde et troisième travée. Les ogives et doubleaux ont un profil fin et aigu, et ils retombent sur des faisceaux de trois colonnettes de diamètre identique, par l'intermédiaire de chapiteaux de feuillages aux corbeilles étroites. — Sans remettre en question la datation du voûtement de la nef, Jacques Téaldi remarque que le profil des ogives correspond plutôt au XIVe siècle et se demande si elles ont été retaillées. Pierre-Jean Trombetta fait erreur en disant que le profil des nervures serait le même que dans le chœur.
Comme particularité, des édicules à trois faces se situent à mi-hauteur entre les chapiteaux et le sol. Leurs faces présentent chacune une arcature trilobée aveugle et se terminent par des gâbles. D'après Maryse Bideault et Christine Lautier, les traces de polychromie permettent de penser que les édicules étaient destinés comme supports pour la représentation des Douze Apôtres (quatre édicules avec chacune trois faces). Les faces latérales étant moins larges que les faces frontales, l'on peut aussi penser aux quatre Évangélistes. — Sur la partie ancienne de la pile sud-ouest du clocher, tournée vers la nef, l'on remarque à la hauteur des grandes arcades un cul-de-lampe sculpté et un départ de nervure de voûte en direction du nord. Ce vestige est difficile à expliquer. Si une arcade ou une voûte avait existé à cet endroit, elle devait empiéter sur l'actuelle arc triomphale. Vraisemblablement, le clocher d'origine avait un diamètre plus réduit, et les arcades de la croisée du transept n'assuraient pas une continuité visuelle entière entre la nef et le chœur. D'étroits passages devaient relier directement la nef aux croisillons.

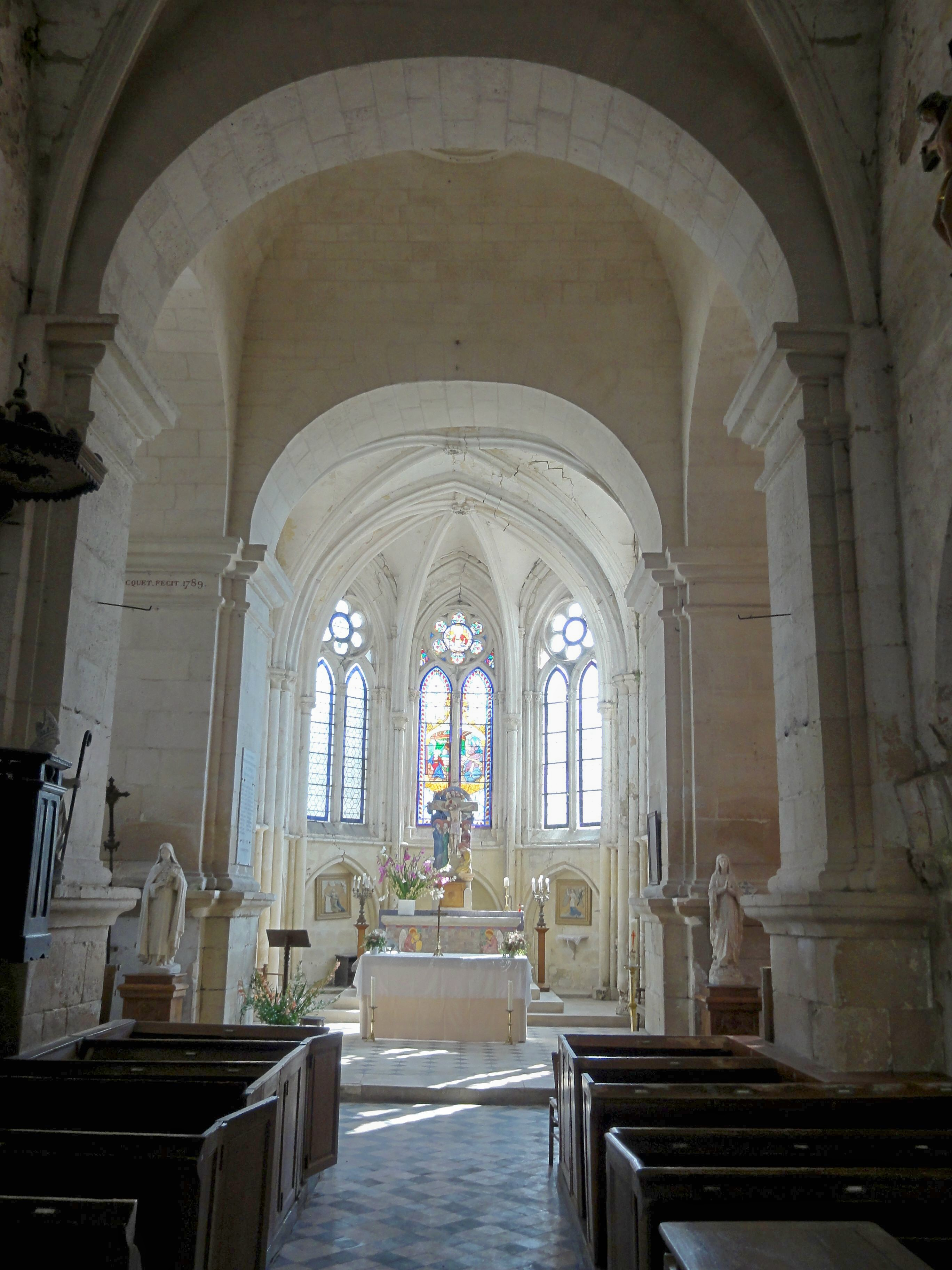
Nef et arc triomphal, vue vers l'est.
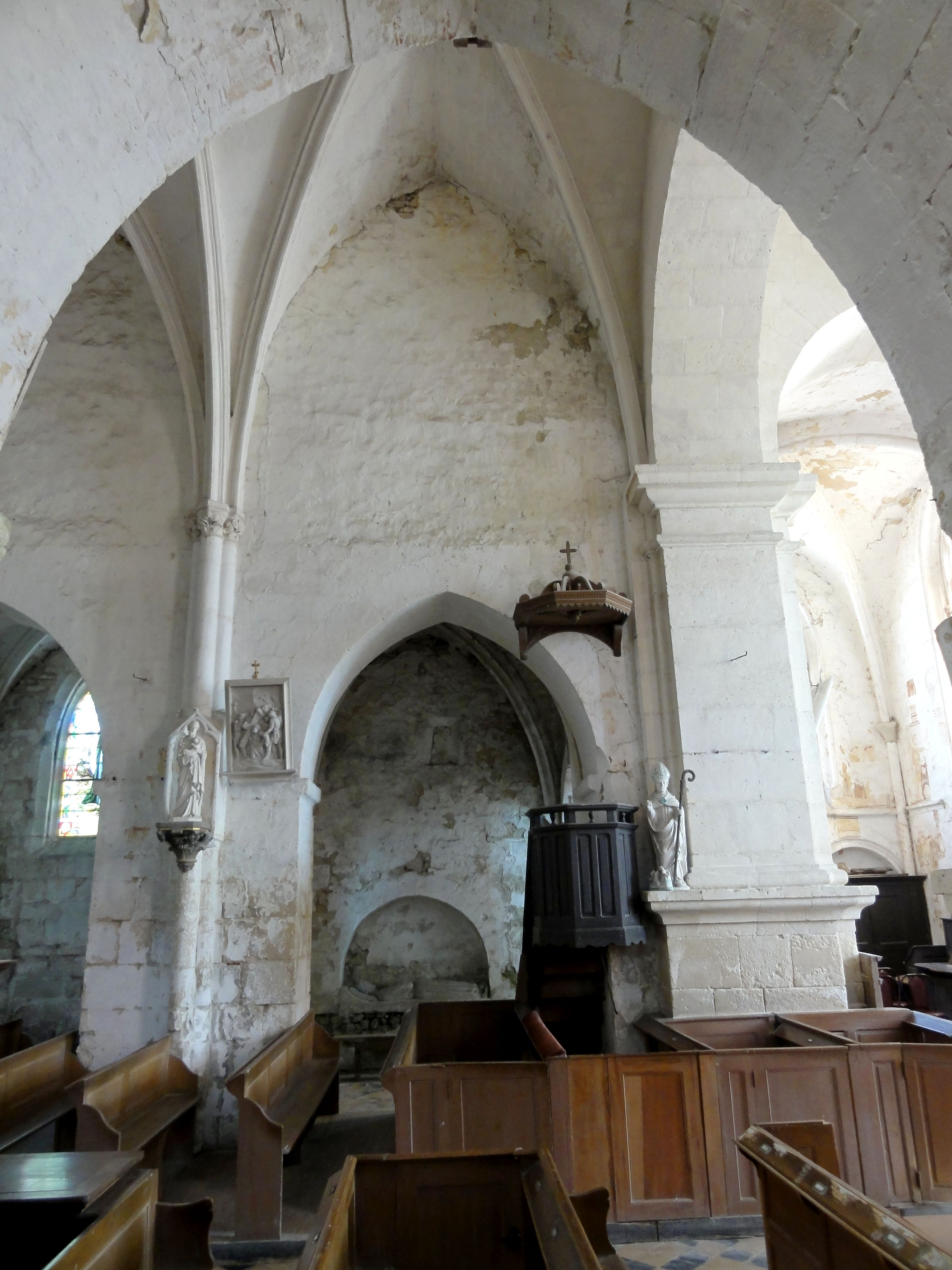
Nef, 3e travée côté nord et chaire à prêcher.
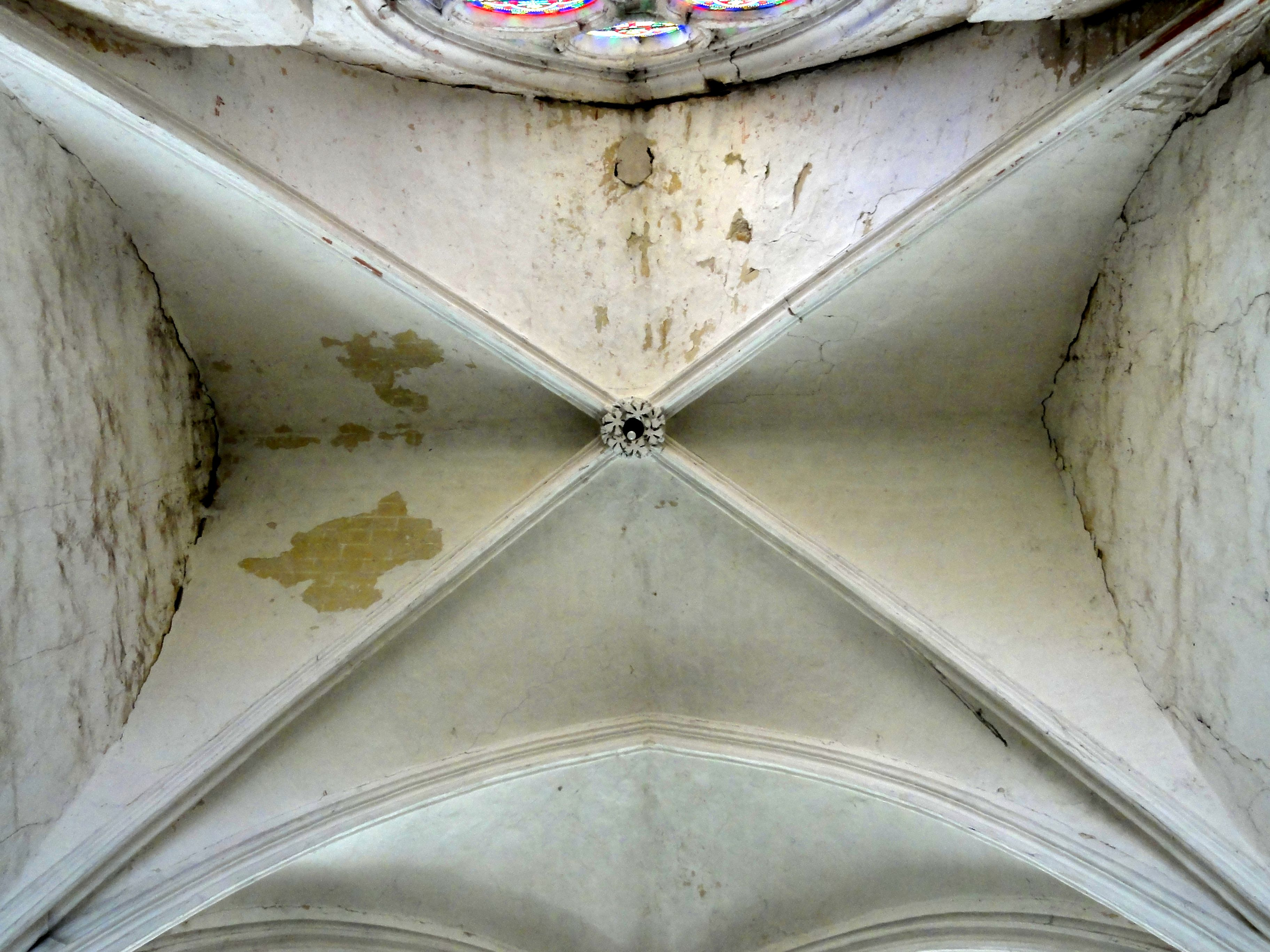
Voûte de la première travée.
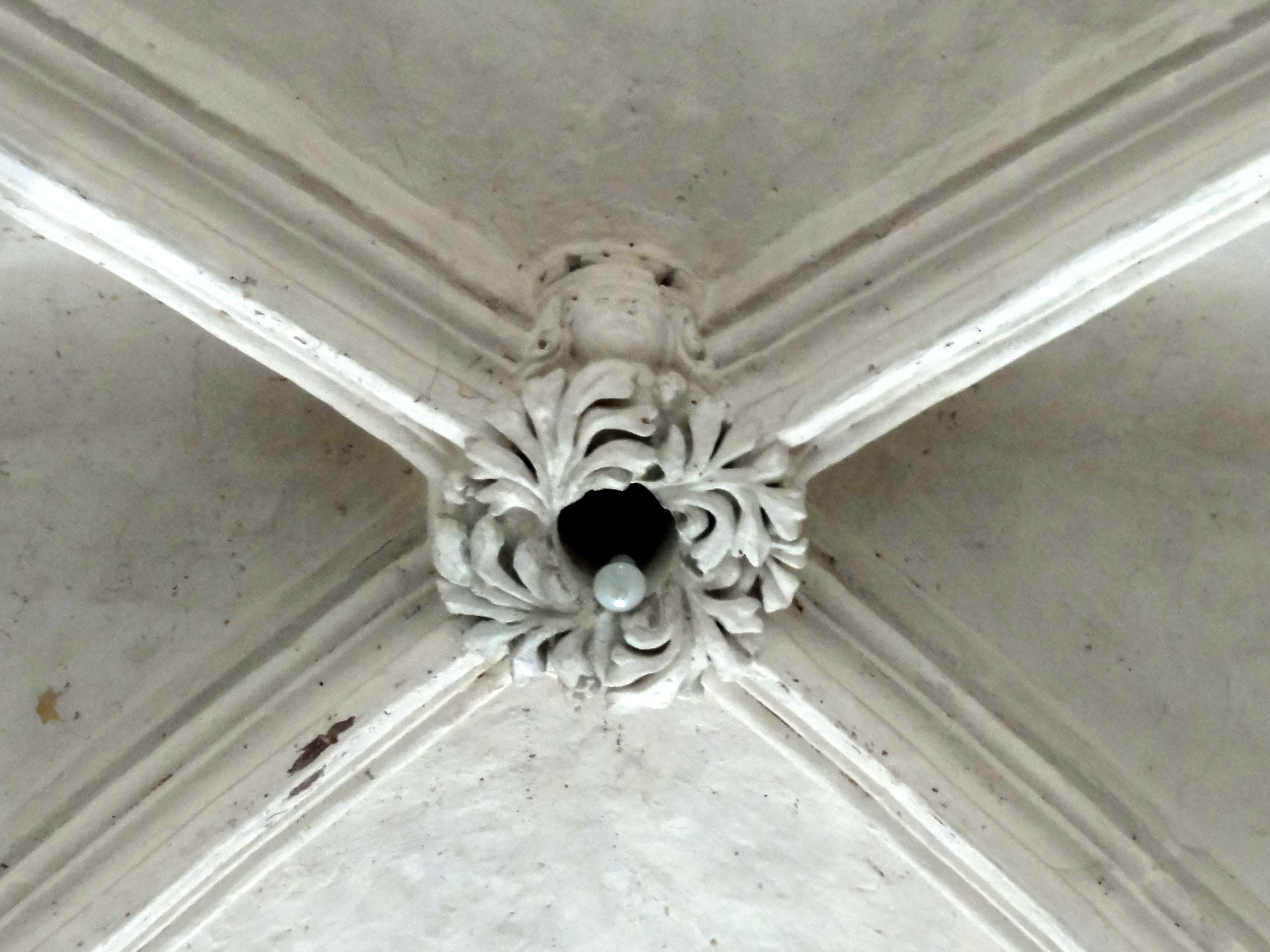
Clé de voûte de la seconde travée.
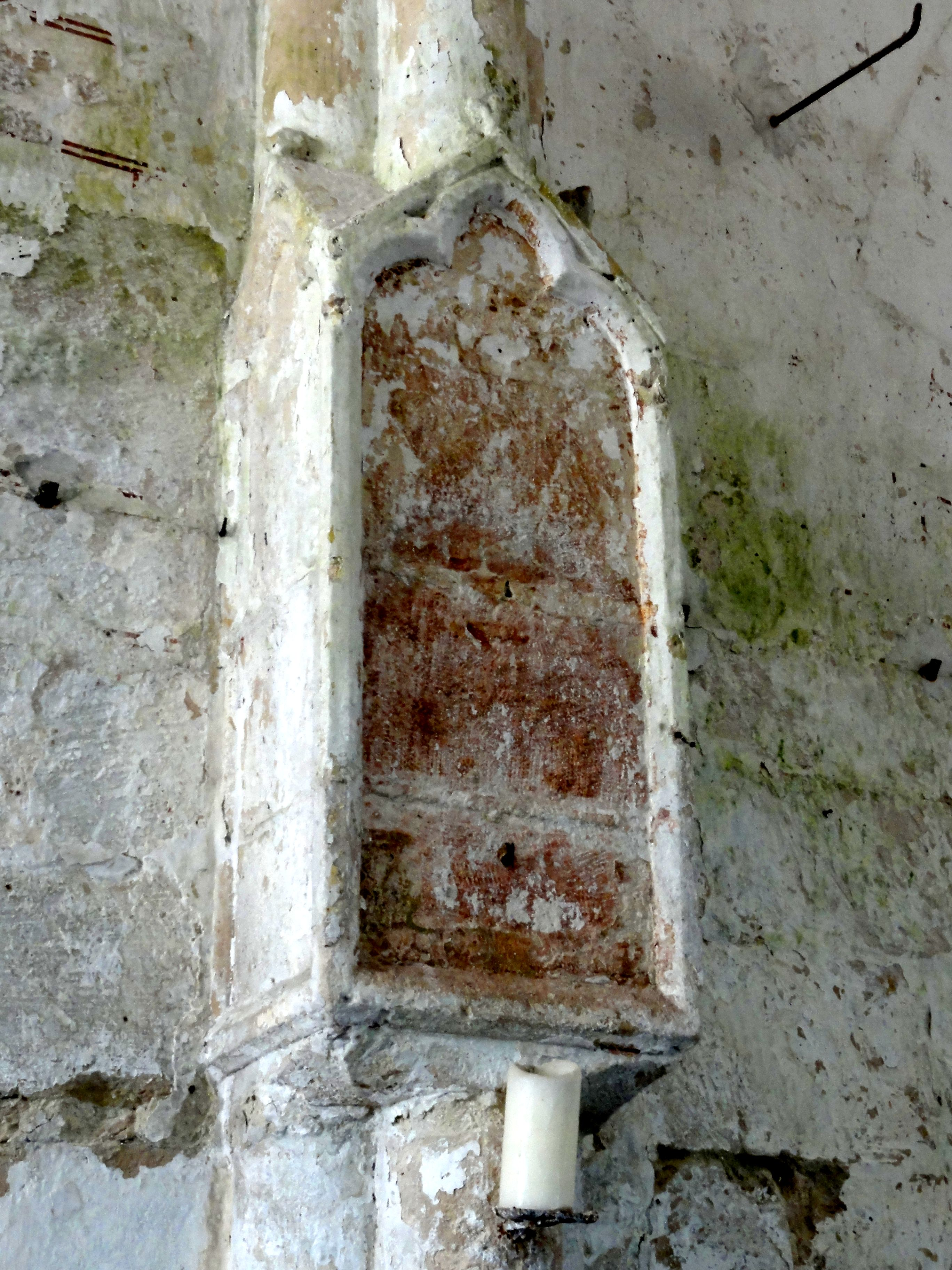
L'un des quatre édicules.
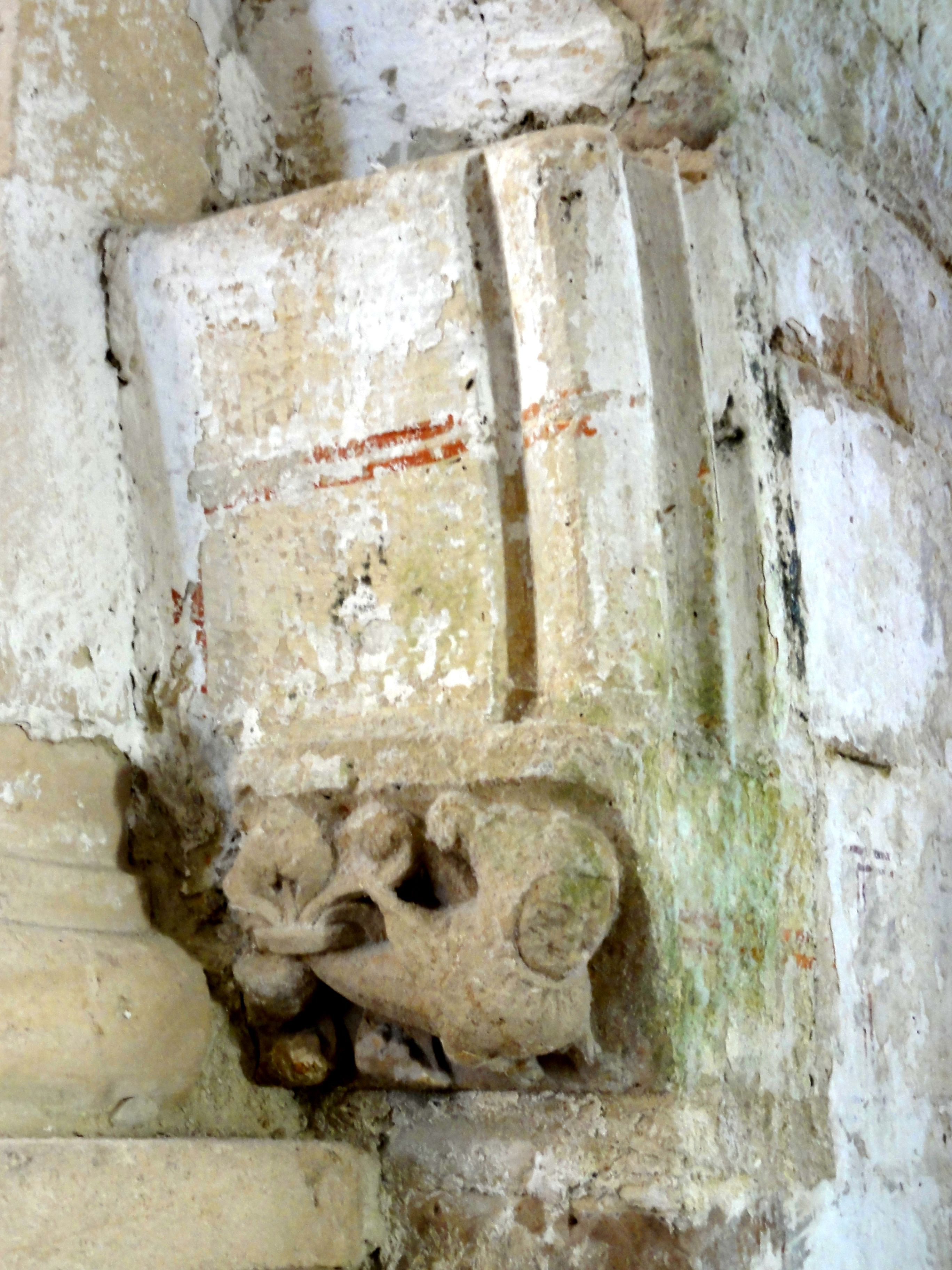
Départ de voûte au sud de l'arc triomphal.

#### Bas-côtés

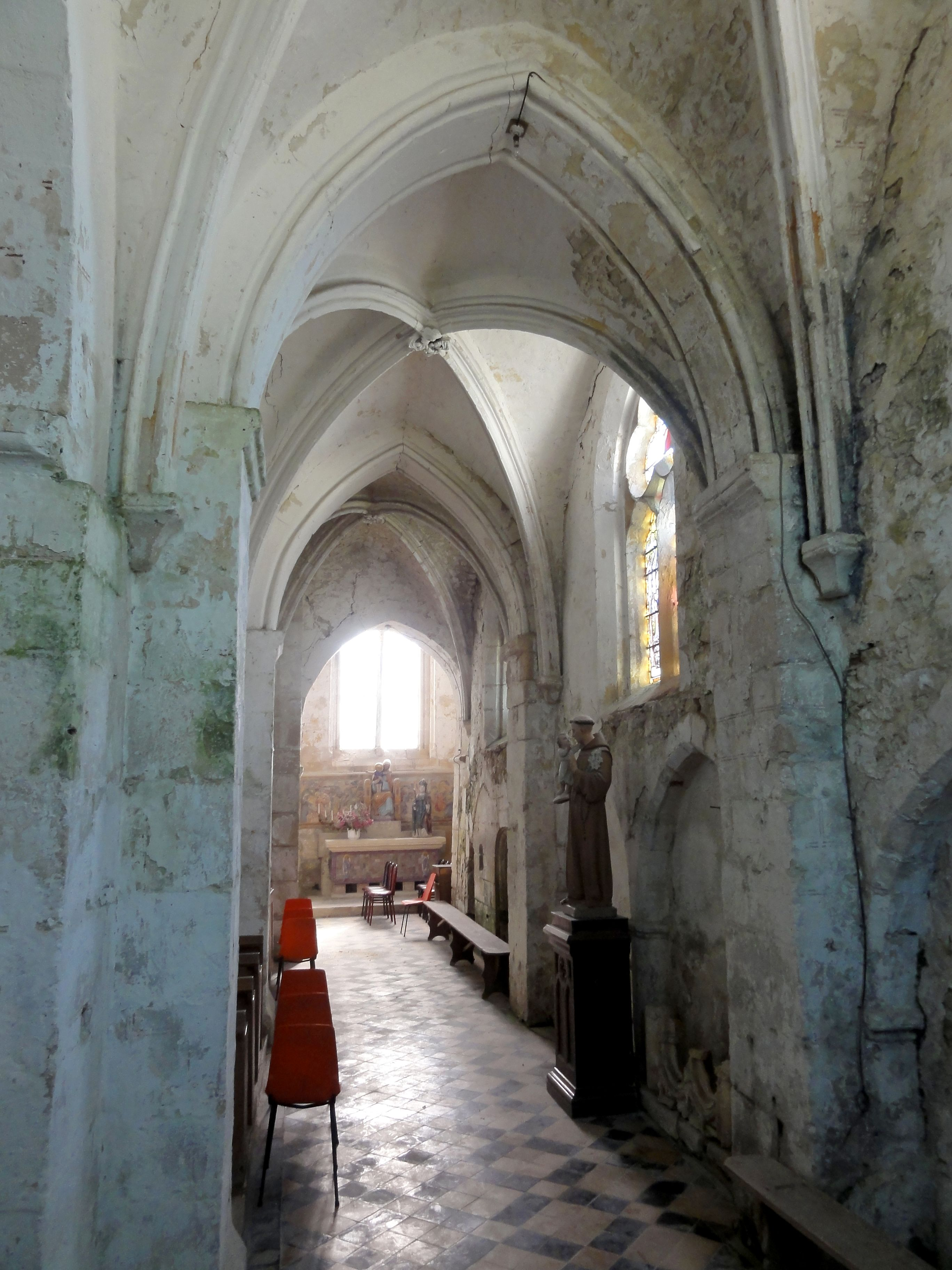
Bas-côté sud, vue vers l'est.

Les voûtes des bas-côtés sont également dépourvues de formerets, et les nervures retombent sur des culs-de-lampe non décorés disposés dans chacun des quatre angles des travées. Dans le bas-côté sud, les sommets des voûtes sont toutefois dotés de clés de voûte de feuillages « tournantes » et assez délicates ; la disposition des feuilles donne l'impression que la clé de voûte tourne dans un sens. Au nord, seule la seconde travée possède une clé de voûte apparente qui diffère de celles du sud : c'est un Agnus Dei. Dans les deux autres travées, les nervures se croisent tout simplement. Les épais doubleaux sont indépendants du voûtement et ressemblent aux grandes arcades de la nef, sauf qu'ils sont plus aigus en raison de l'étroitesse des bas-côtés. Ils reposent sur des pilastres adossés aux piles de la nef et aux murs gouttereaux, et évoquent assez les doubleaux d'un bas-côté roman non voûté : la mouluration torique qu'ils ont reçue doit être contemporaine du voûtement.
Deux arcatures aveugles en tiers-point agrémentent le mur de chaque travée du bas-côté sud. Elles retombent au milieu sur une unique colonnette octogonale en délit. Les chapiteaux et bases sont assez rudimentaires, ce qui pourrait résulter de l'exposition à l'humidité. Chacun des deux bas-côtés réserve une surprise : un enfeu avec un gisant dans me mur de la troisième travée du bas-côté nord, ainsi qu'une porte basse en anse de panier et une toute petite fenêtre à sa gauche devant un local exigu dans le mur de la troisième travée du bas-côté sud. Ce local devait faire saillie à l'extérieur et disposer d'un accès indépendant, car on suppose qu'il était destiné à un seigneur qui voulait assister à la messe sans se faire apercevoir. Comme les traces des arcatures aveugles subsistent derrière cet aménagement, il doit être postérieur à la construction de l'église, et la mouluration prismatique indique la période flamboyante. Dans leur ensemble, les bas-côtés dégagent une impression de solidité mais pas d'élégance. Ils sont assez clairs car éclairés directement par des fenêtres, contrairement à la nef. Toutes ces fenêtres sont pourvues de vitraux du XIXe siècle, dont la plupart figuratifs, qui créent des projections de lumière intéressantes sur les murs blanchis.

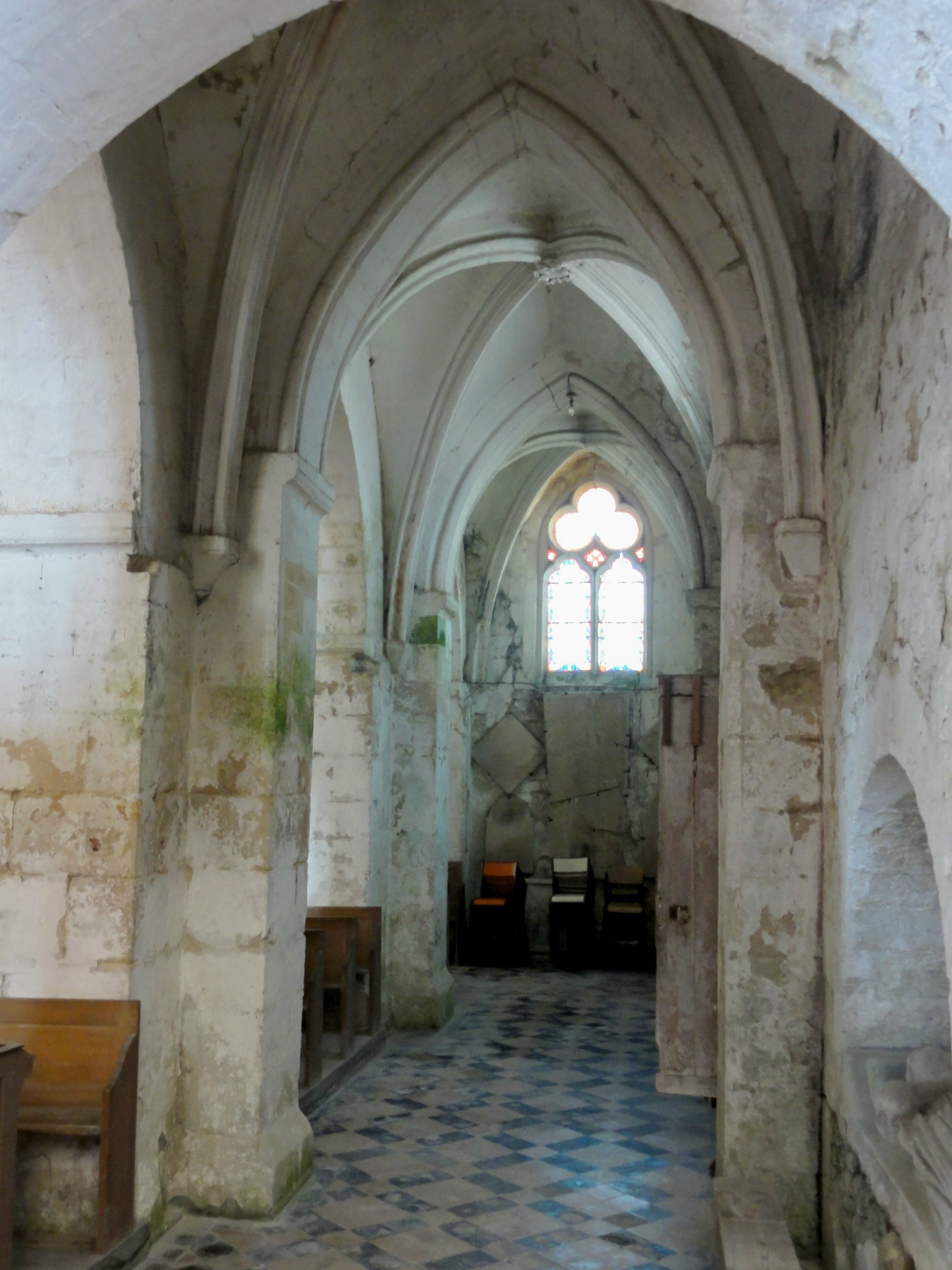
Bas-côté nord, vue vers l'ouest.
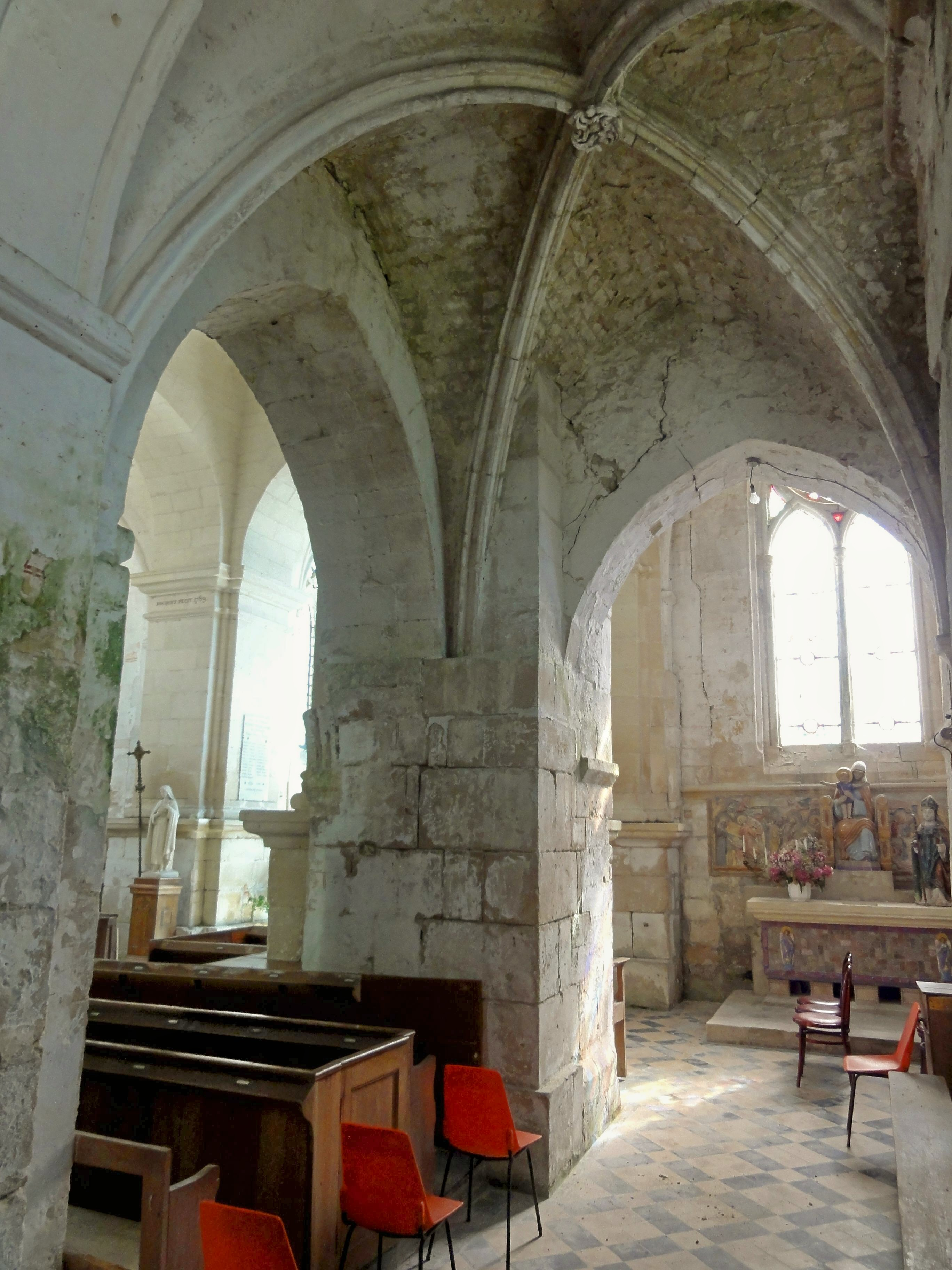
Dernière travée du bas-côté sud, vue vers l'est.
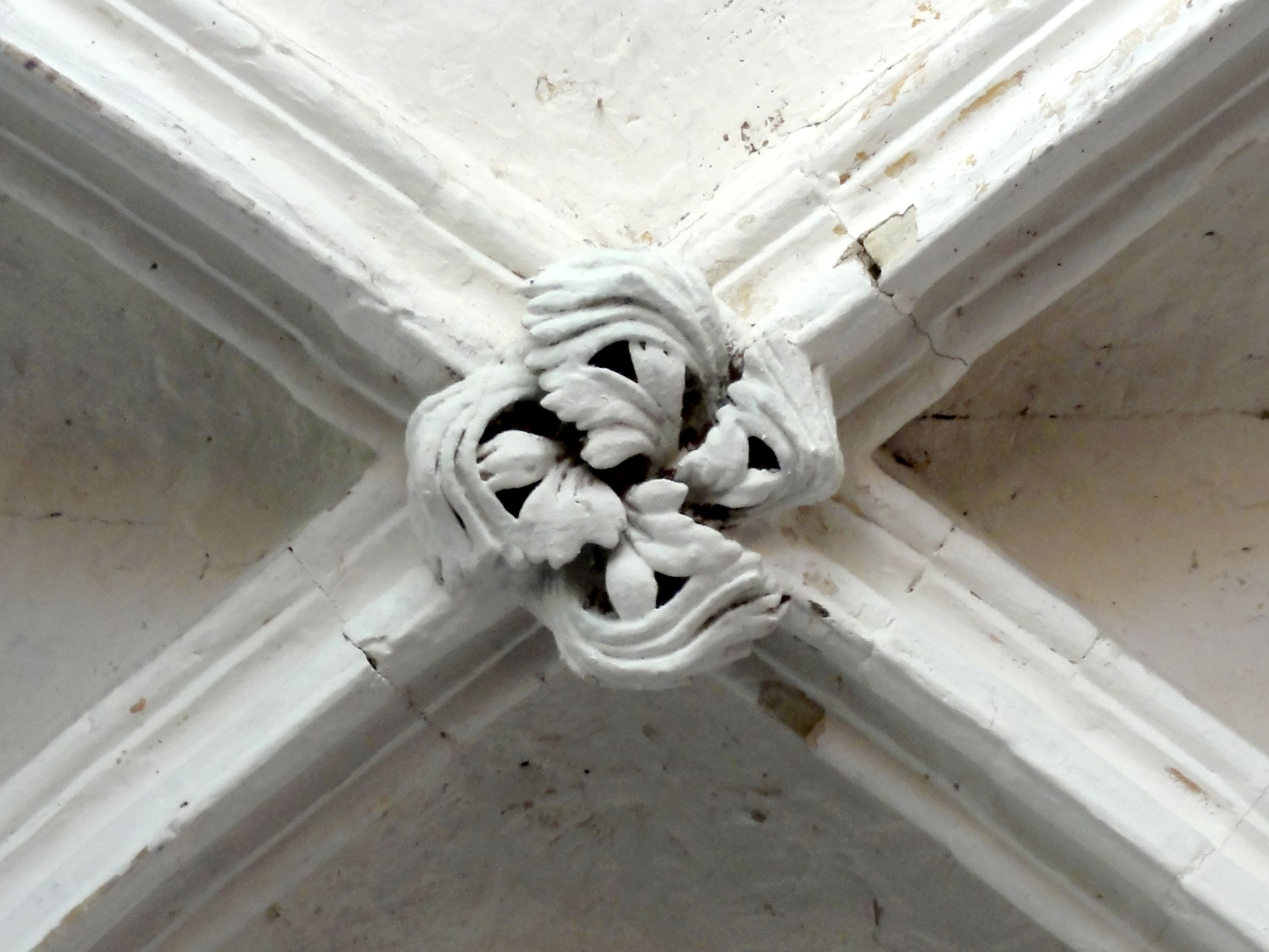
Clé de voûte de feuillages « tournante ».
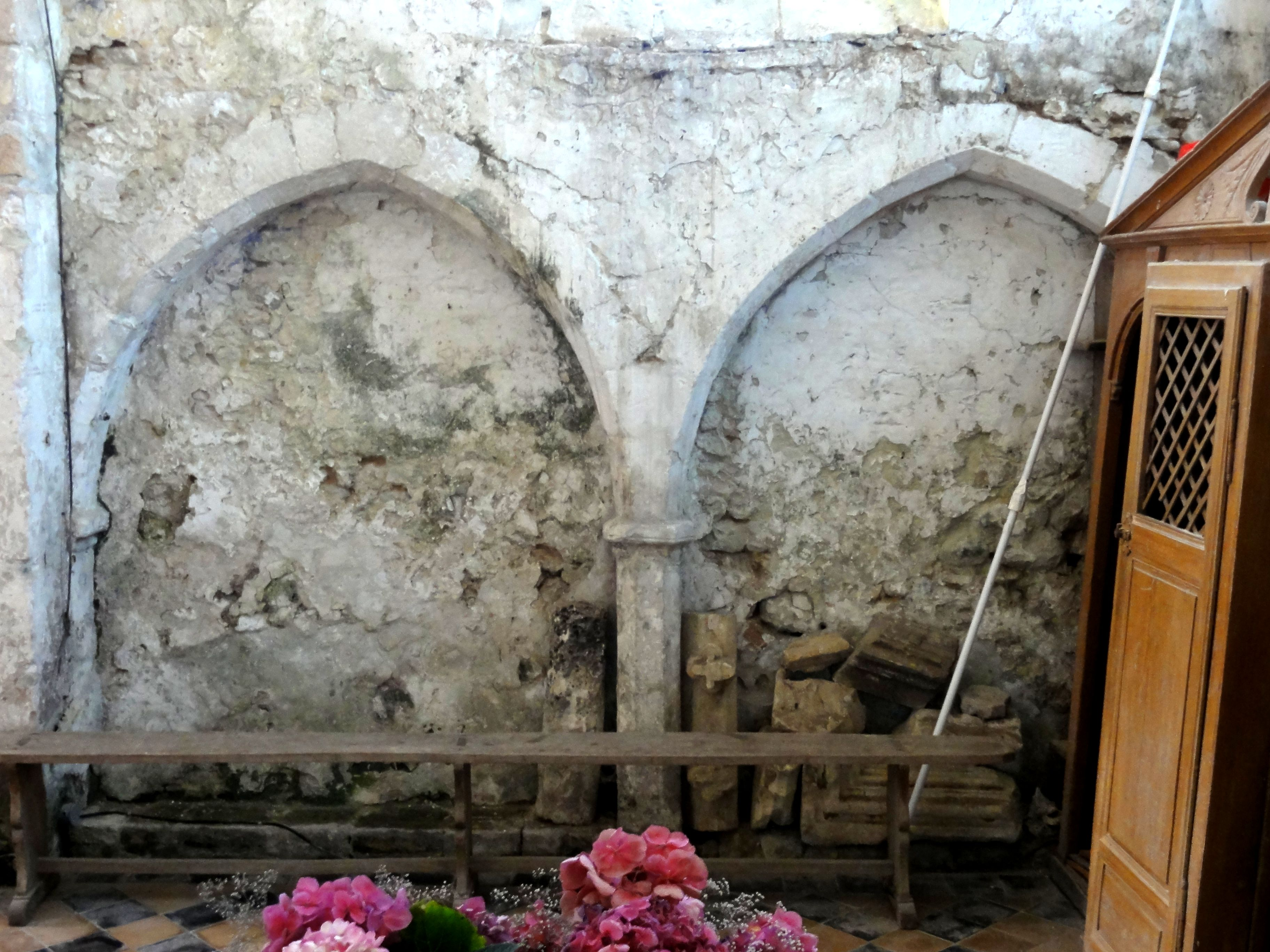
Arcatures aveugles de la 1re travée du bas-côté sud.
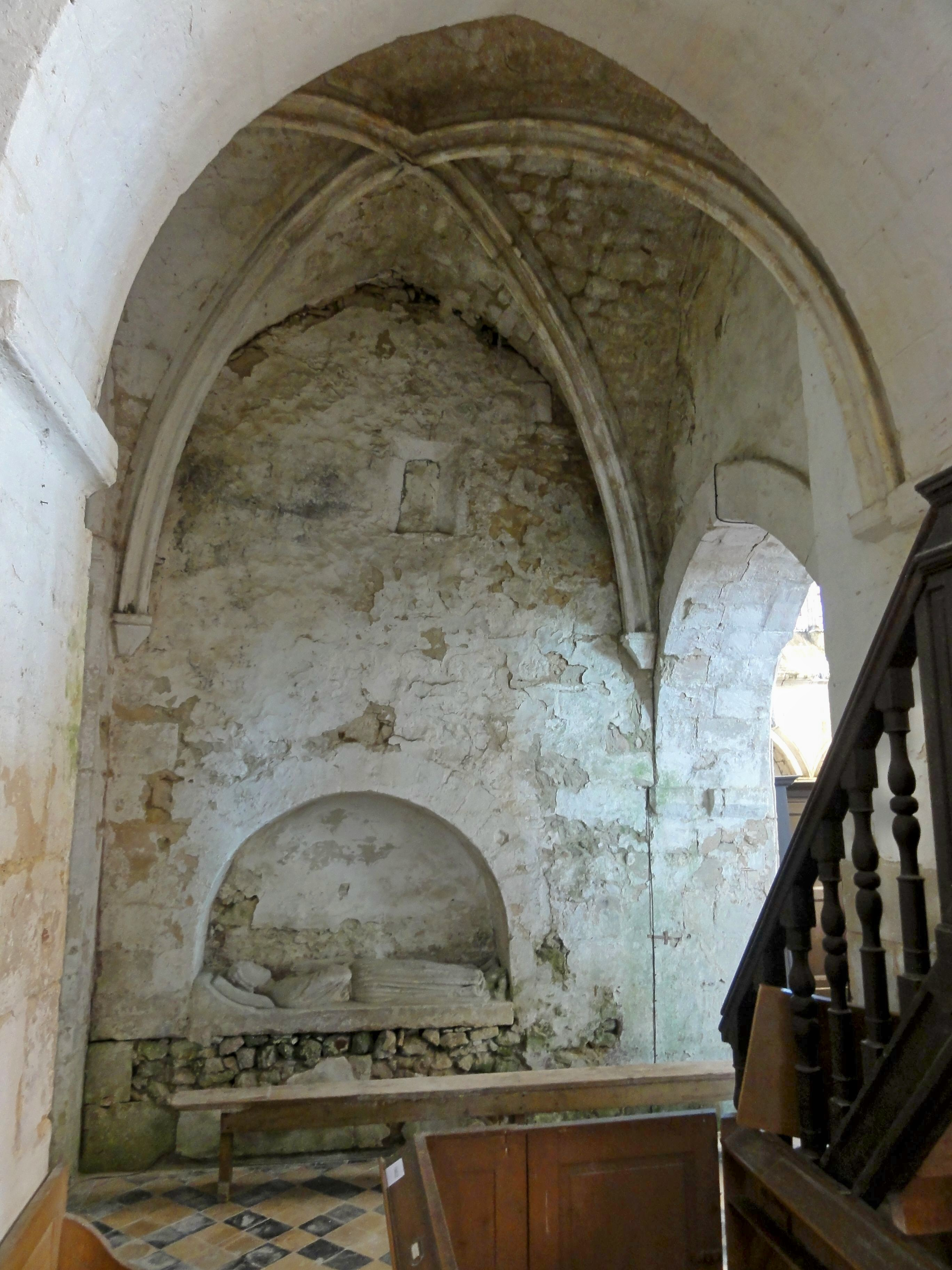
Enfeu dans la dernière travée du bas-côté nord.
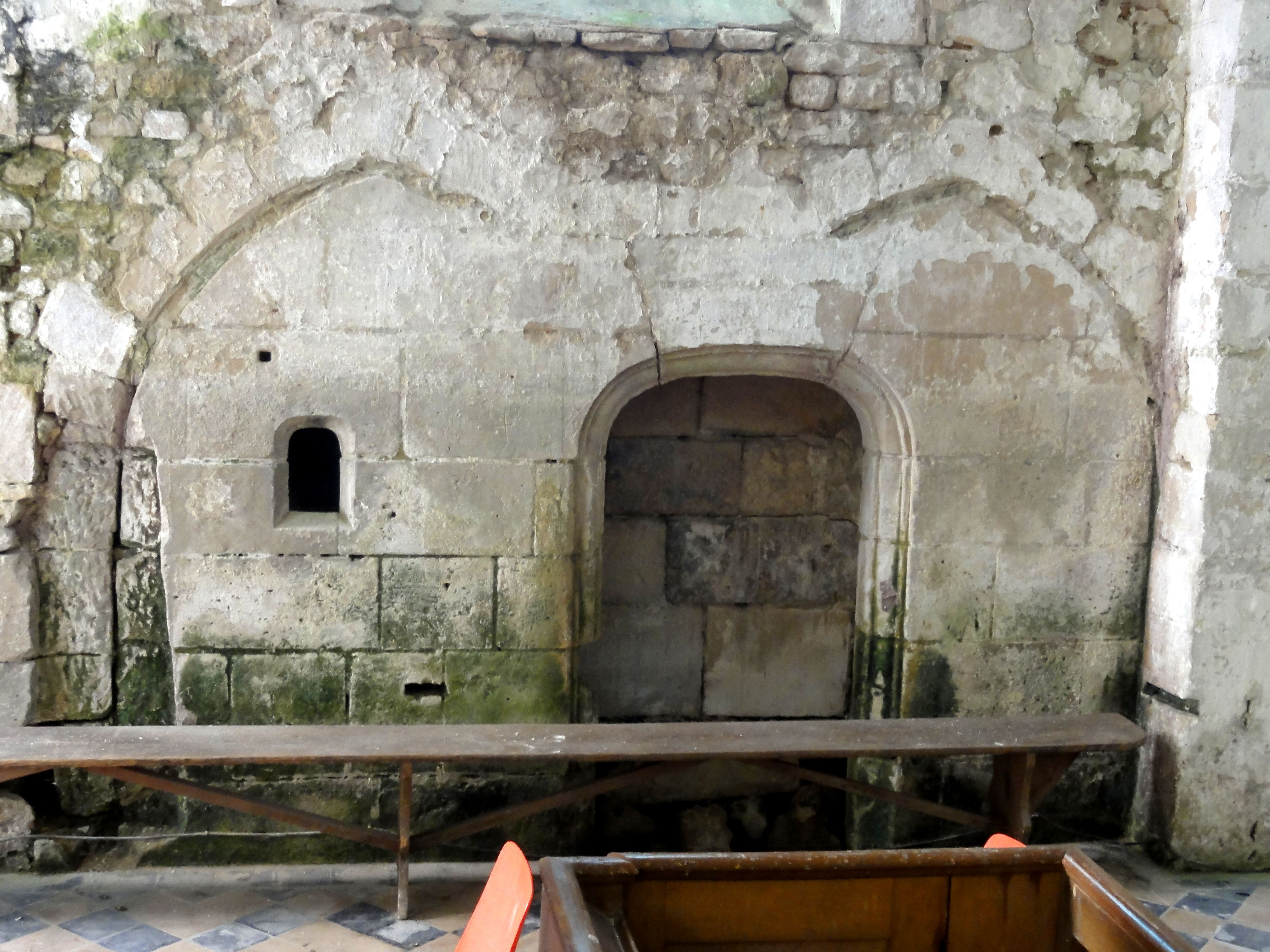
Vestige du réduit devant la dernière travée du sud.

#### Transept

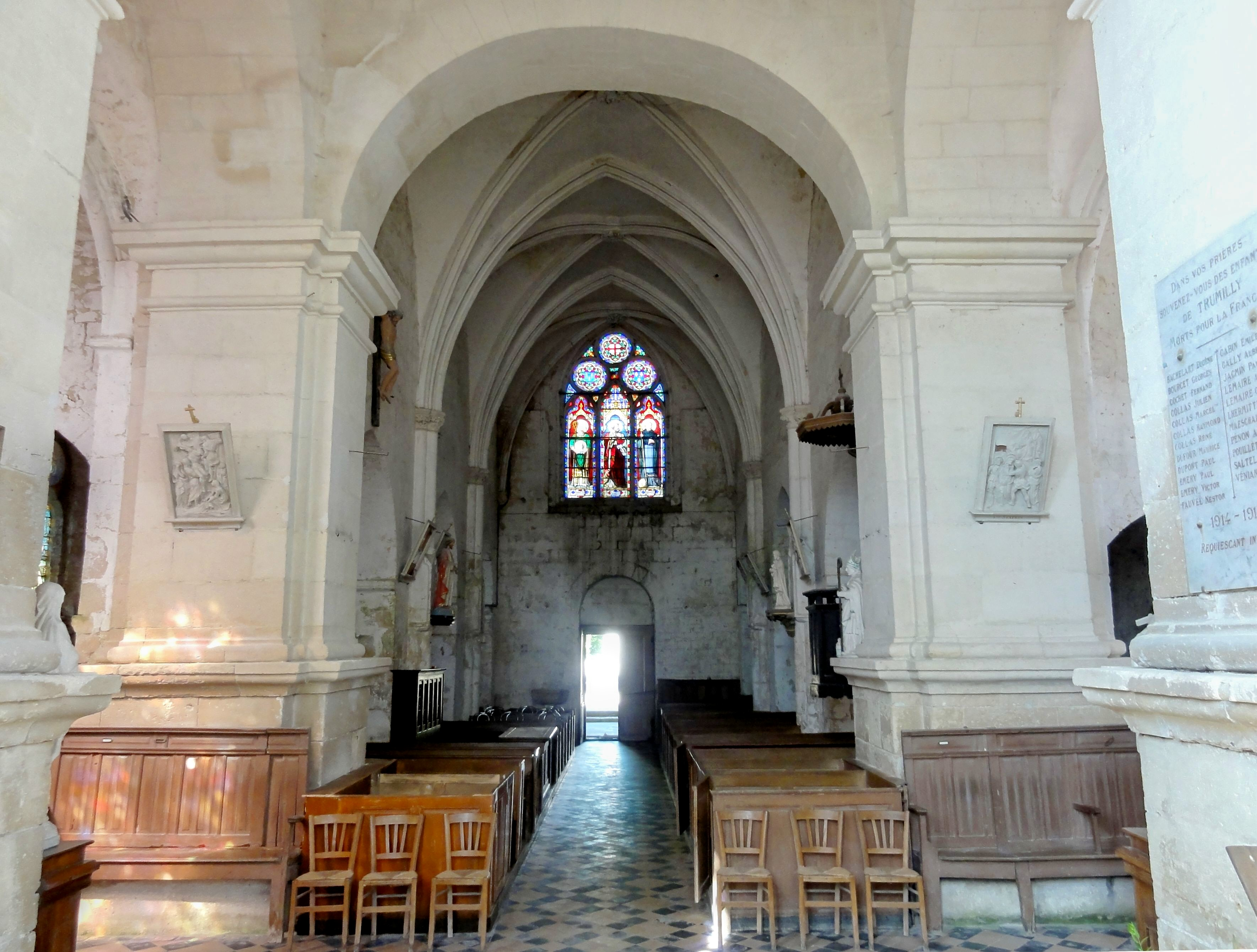
Croisée du transept.

La croisée du transept détonne assez dans un intérieur exclusivement gothique. Les grosses piles de la tour sont décorées à la façon de pilastres sur leurs deux faces regardant le vaisseau central et le transept. La pile nord-est porte la date de 1789 sur sa face occidentale. Le décor n'est qu'ébauché, comme fréquemment à la période classique, et se résume à des bandeaux et larmiers. Malgré ce décor, le diamètre des piles paraît disproportionné par rapport à la taille de l'édifice. Les quatre grandes arcades sont en cintre surbaissé et non moulurées, et la voûte d'arêtes avec son trou de cloches n'est pas nervuré. Tout cela dégage une impression de lourdeur, encore davantage que l'architecture de la nef ou au moins les chapiteaux apportent une note de finesse. Le dernier doubleau gothique de la nef du côté de la croisée a été supprimé, et les deux ogives retombent sur des saillies sur les piles. Dans les croisillons, les doubleaux du côté de la croisée ont également été supprimés, et les ogives se fondent dans le mur à l'ouest et retombent sur une imposte à l'est.
Les deux bras du transept ne manquent pas d'intérêt, et leur intérieur est moins sobre que l'extérieur, même si l'absence de formerets traduit une fois de plus une économie des moyens. En effet, le soubassement des fenêtres est agrémenté d'arcatures plaquées avec chapiteaux. Au nord, elles sont romanes et en plein cintre, et on les trouve sur les murs nord et est, malheureusement cachées derrière des placards ; au sud, elles sont gothiques et en arc brisé, avec des supports fasciculés et des chapiteaux garnis de crochets. Des arcades très sommaires semblables aux grandes arcades de la nef ouvrent dans les bas-côtés. Au sud, l'on note une piscine bien conservé à gauche du mur sud. Au nord, la fenêtre romane visible depuis l'extérieur sur le mur occidental a également laissé des traces. Les murs du nord et de l'est sont presque entièrement couvertes de rudiments de peintures murales, dont l'on distingue encore plusieurs motifs ornementaux ainsi que deux scènes de la Passion du Christ, apparemment l'entrée dans Jérusalem avec la partie postérieure d'un âne et le Christ chargé de la croix, ou bien le Christ en croix. Une clé de voûte n'existe qu'au sud, alors qu'au nord, les nervures de la voûte se croisent simplement tout comme dans la première et troisième travée du bas-côté nord.

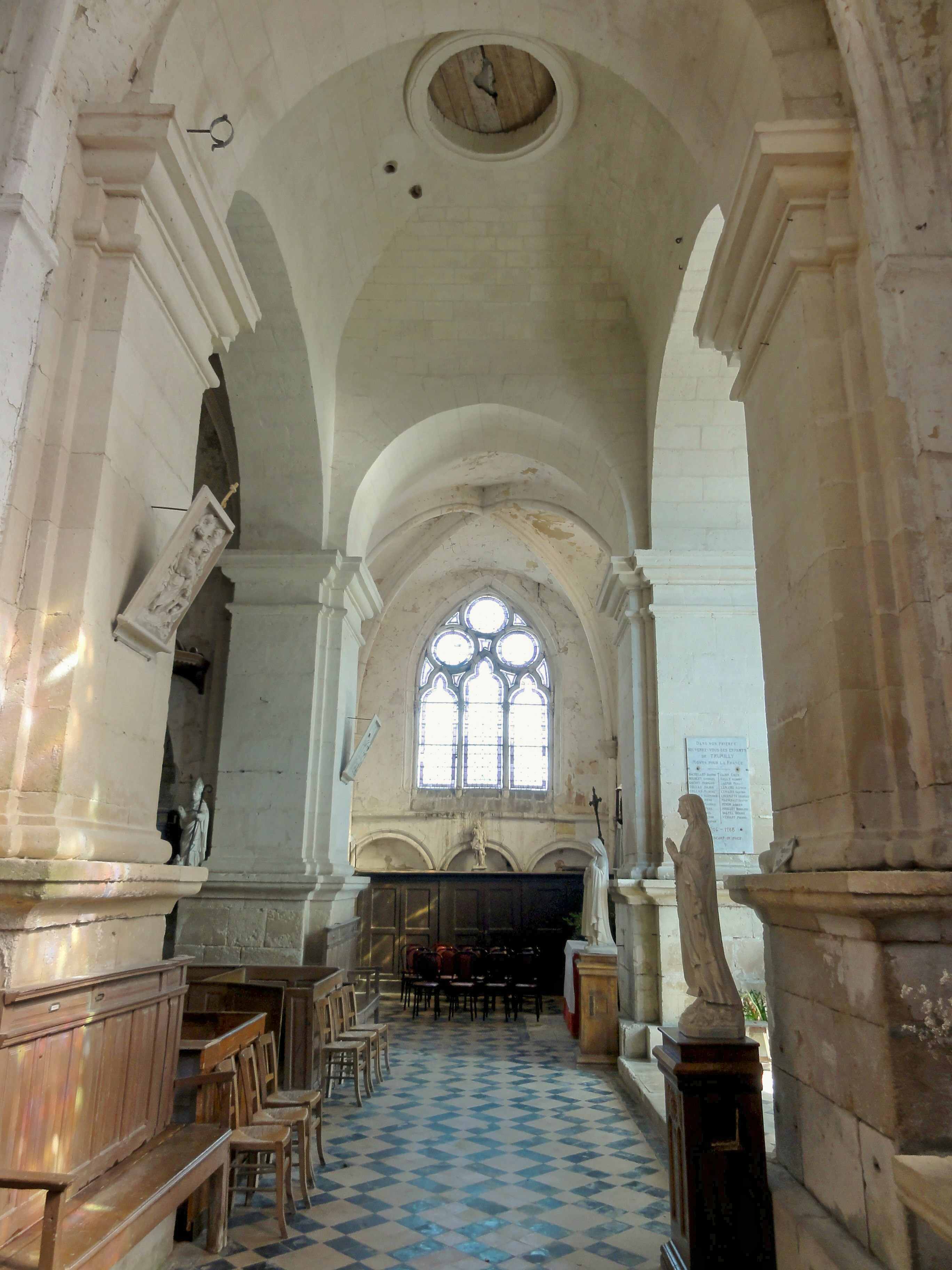
Transept, vue sud-nord.
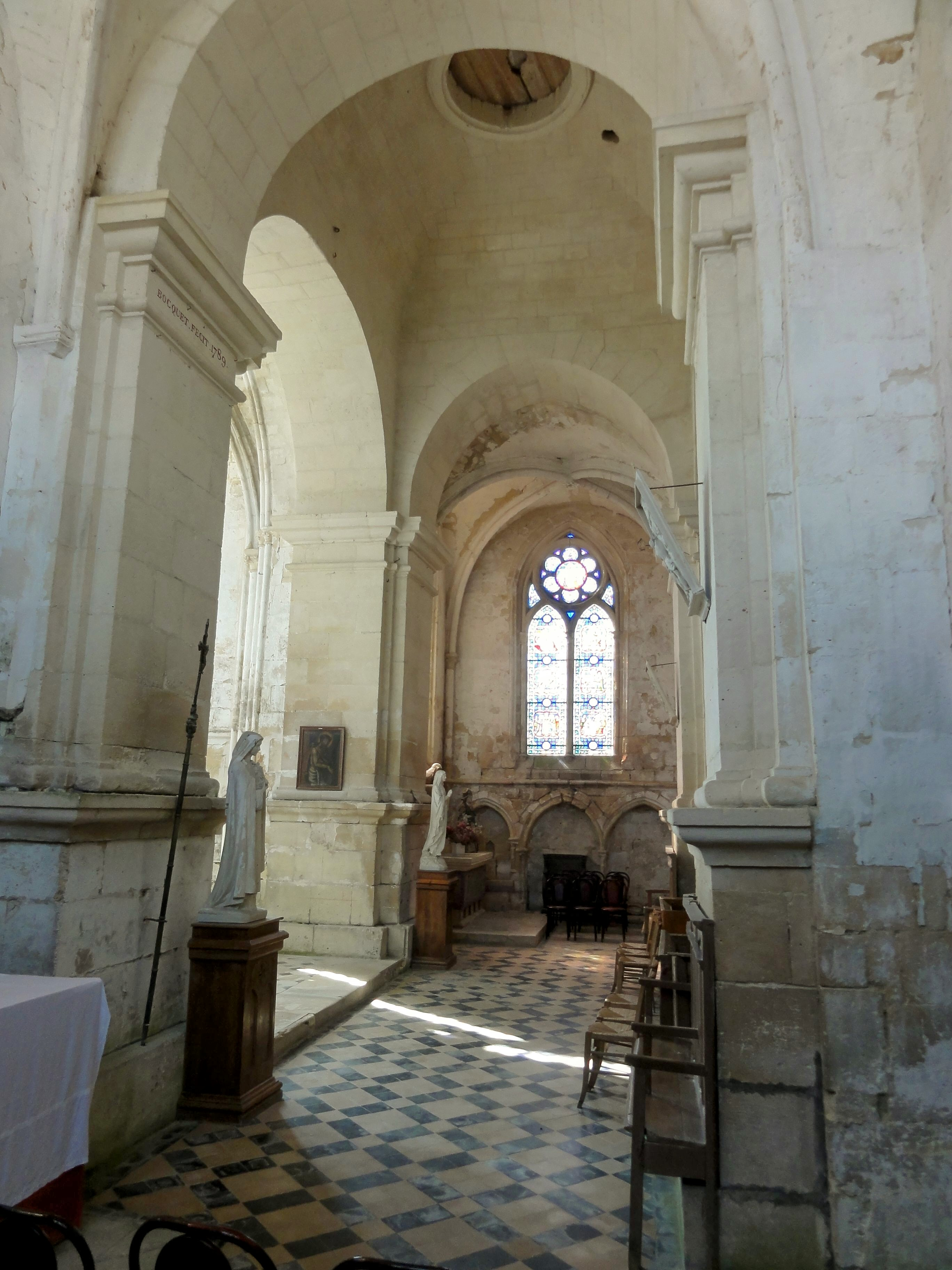
Transept, vue nord-sud.
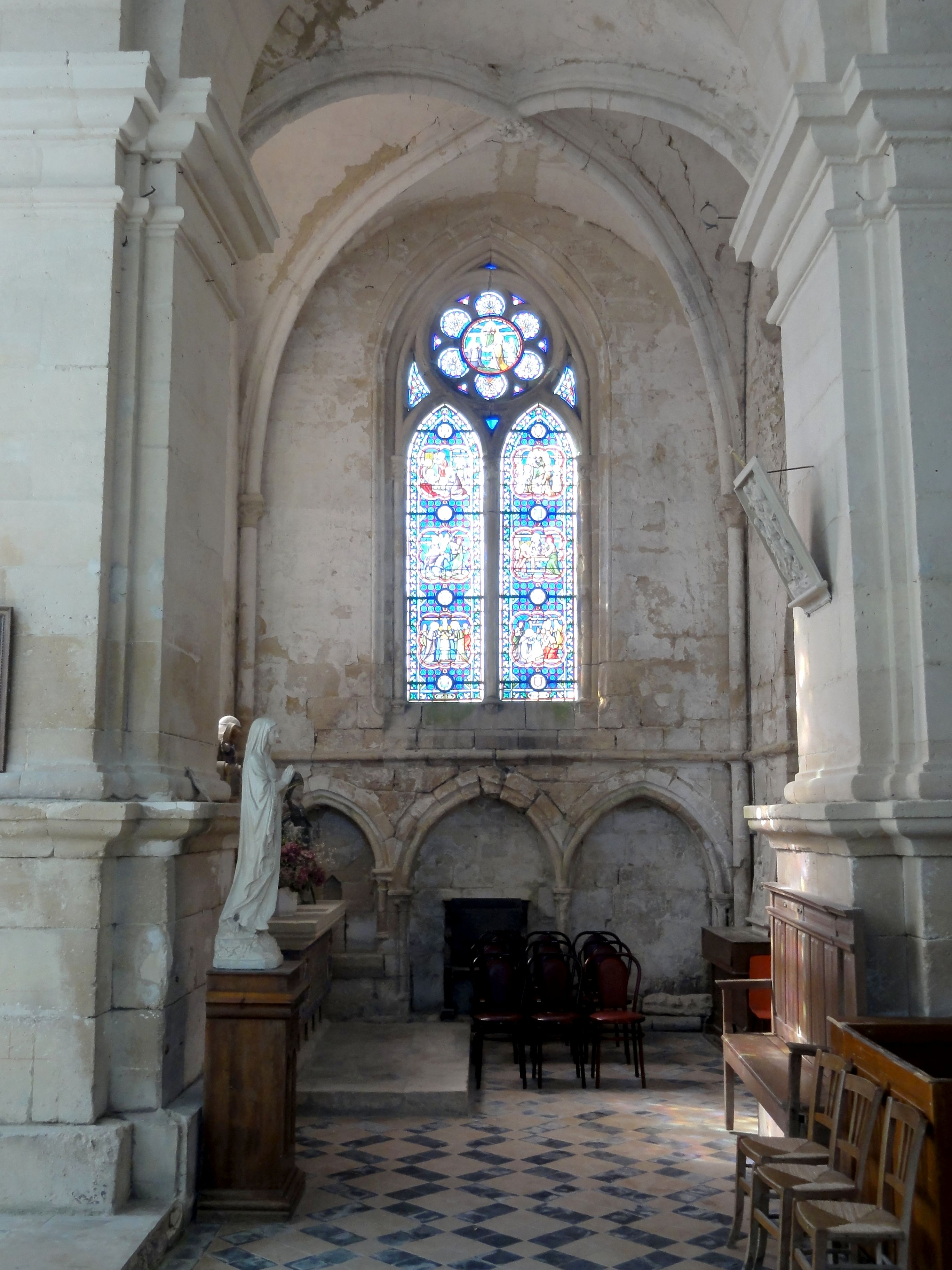
Croisillon sud.
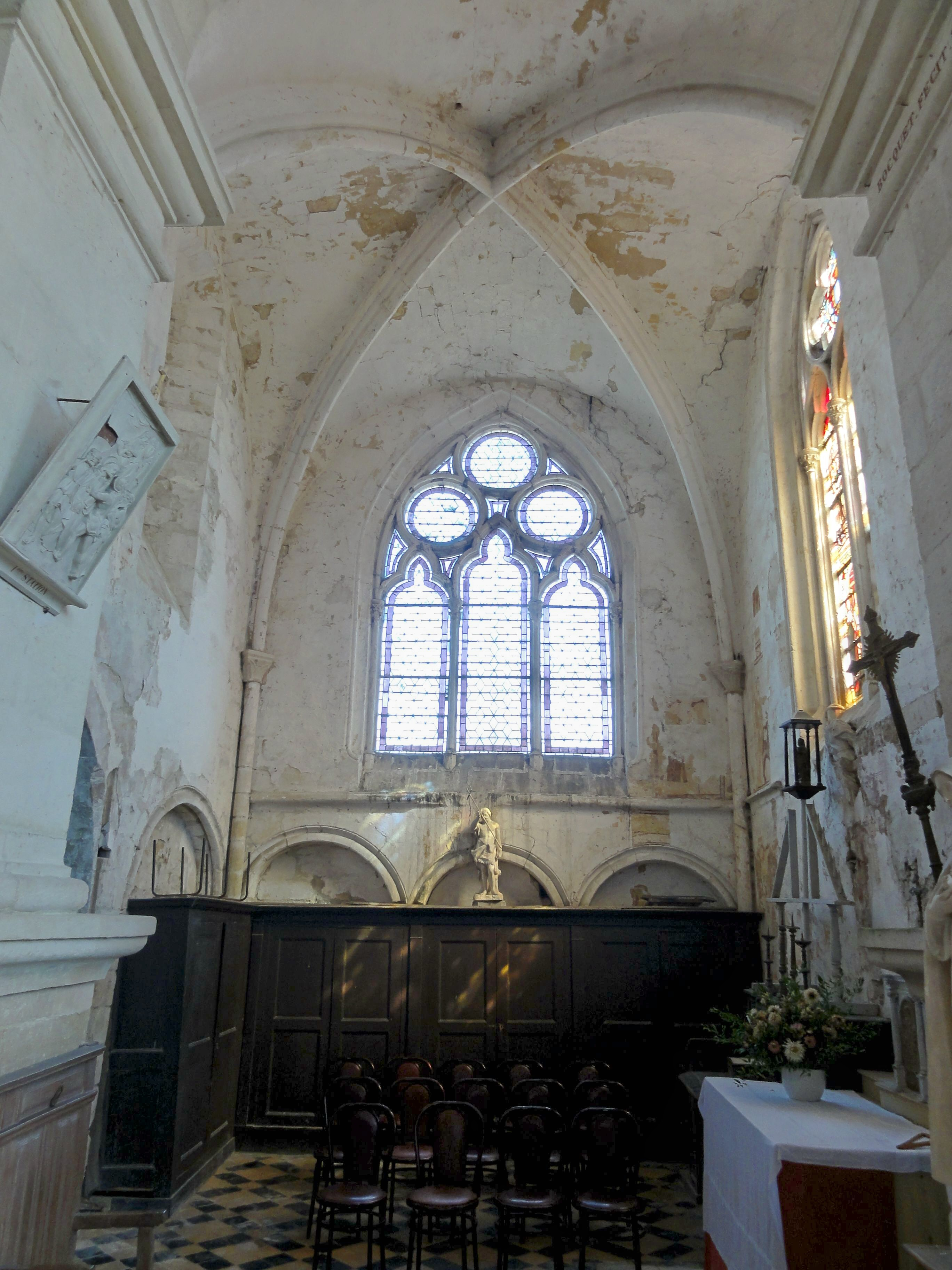
Croisillon nord.
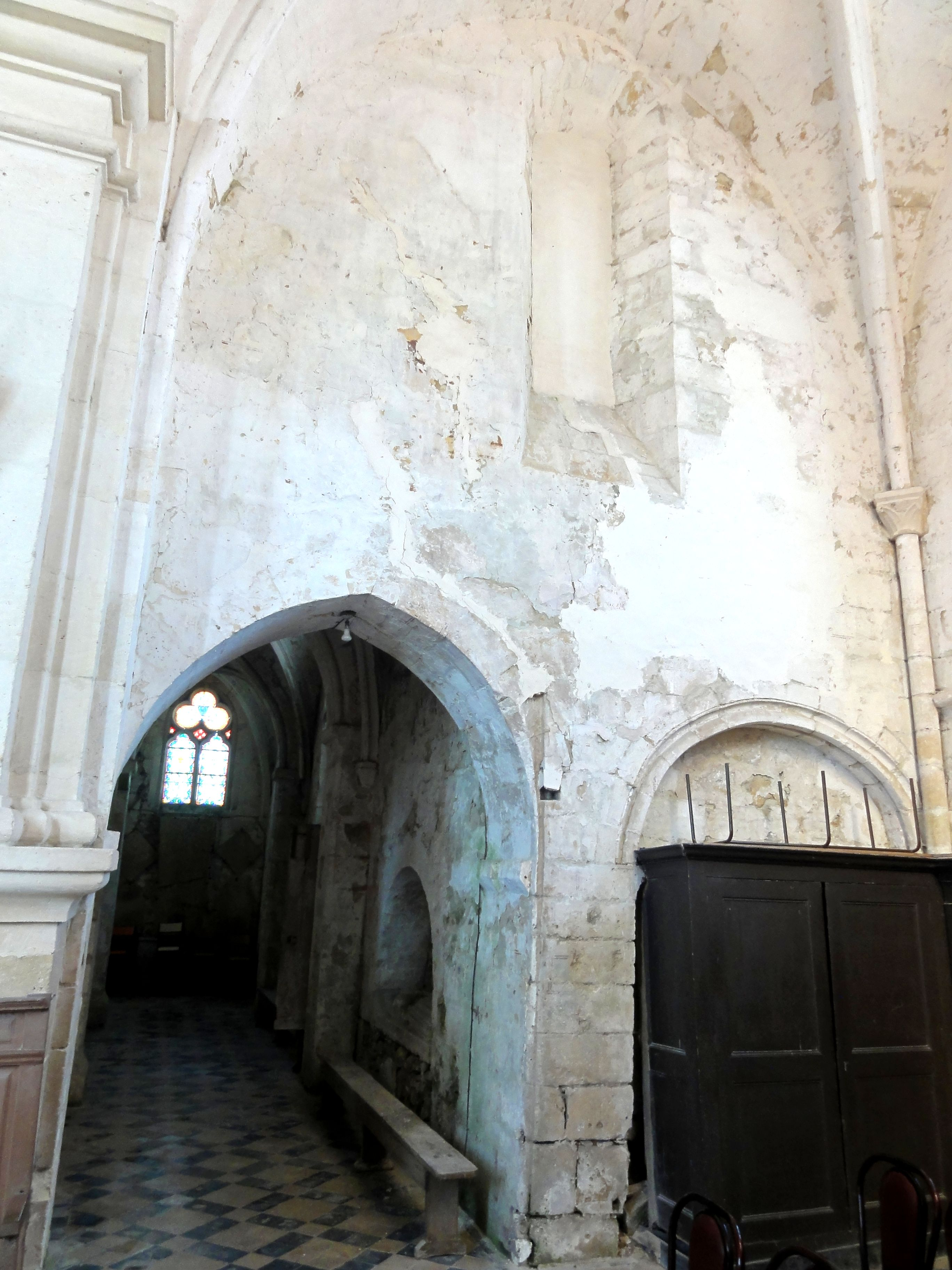
Croisillon nord, vue vers l'ouest.
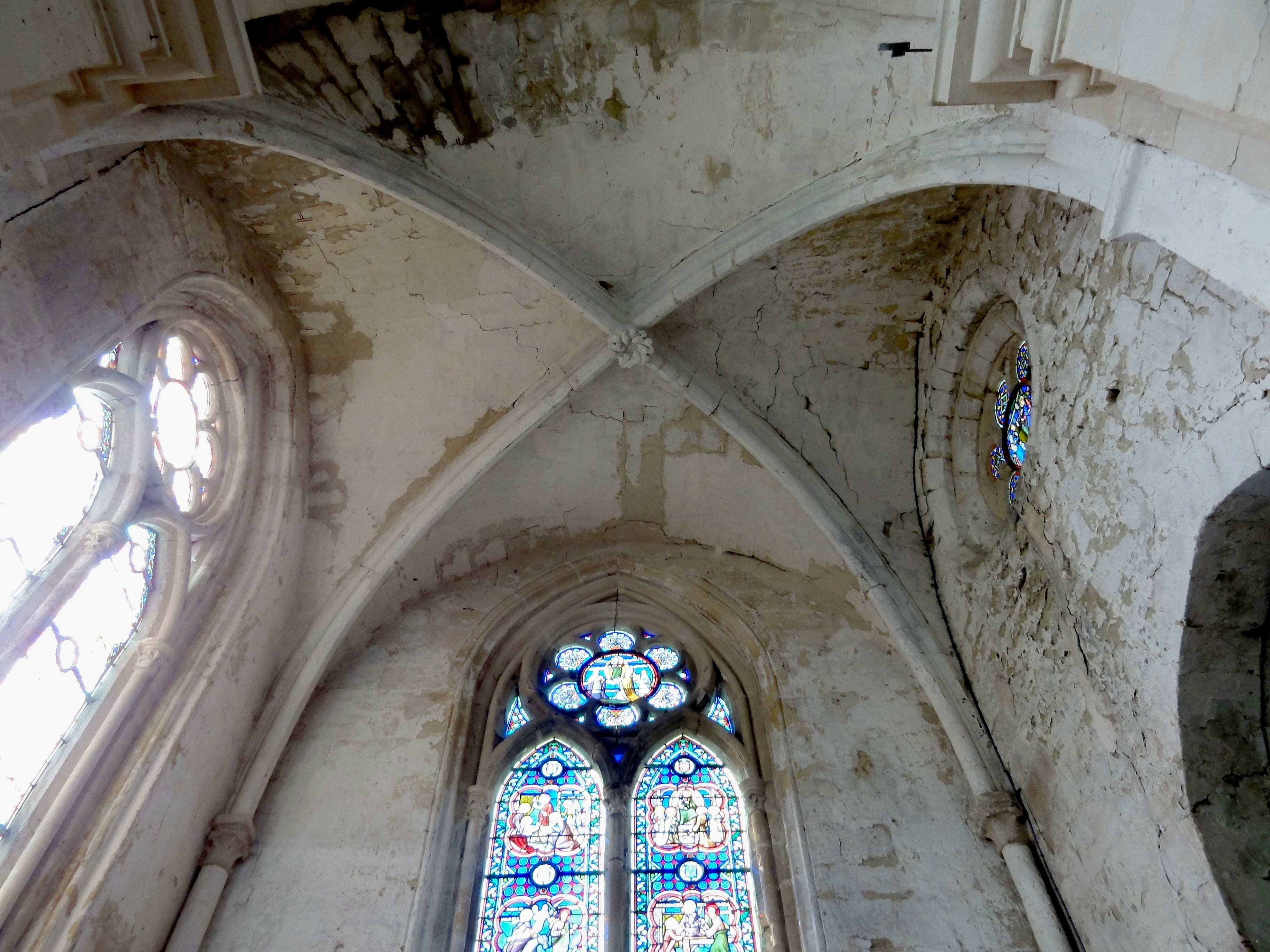
Voûte du croisillon sud.

#### Chœur

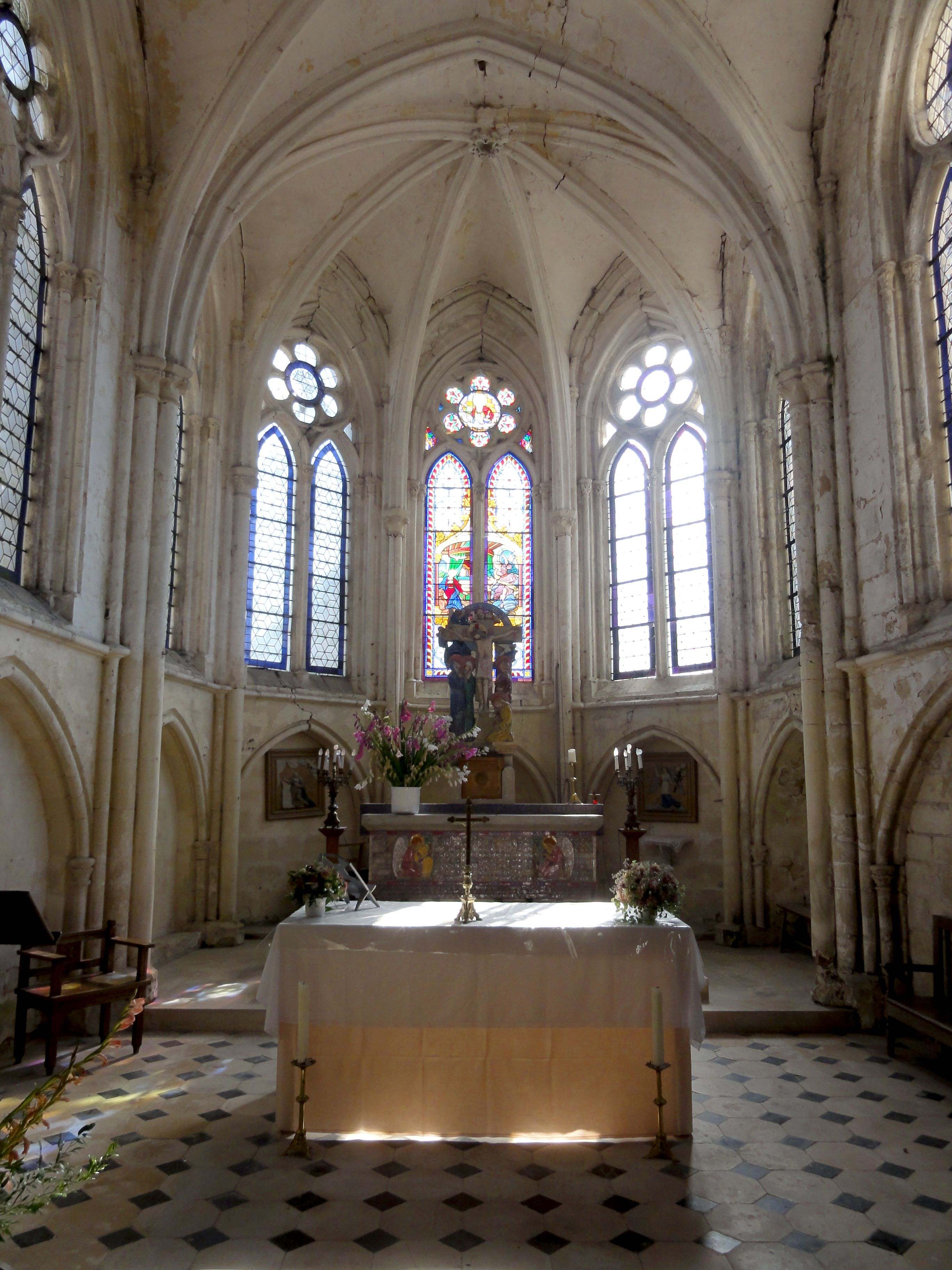
Chœur.

Éclairé par sept fenêtres pour une superficie assez réduite, le chœur est une véritable cage de verre représentatif du meilleur art rayonnant. Entre les fenêtres de l'abside, il n'y a pas de trumeaux dépassant la largeur des colonnettes. Le remplage et la mouluration des fenêtres sont identiques qu'à l'extérieur, avec donc deux chapiteaux à gauche et à droite, et un seul chapiteau au centre. Horizontalement, un tore marque l'intersection entre le seuil des fenêtres et le soubassement déjà décrit. Verticalement, l'élan est souligné par la minceur des colonnettes issues des formerets (le chœur étant la seule partie de l'église qui en possède), et par l'absence de chapiteaux sur ces colonnettes. La colonne au milieu entre deux colonnettes, correspondant à l'ogive, possède un chapiteau de crochets un peu en dessous des petits chapiteaux des fenêtres. Tout en bas, deux autres colonnettes s'ajoutent au faisceau, avec celles des arcatures plaquées. Au-dessus des fenêtres, un petit écart existe entre les formerets et les tores entourant les fenêtres, et la correspondance exacte entre le profil d'arcature des fenêtres et des formerets est du plus bel effet. Le soubassement des fenêtres du chœur est traité de la même façon que dans le croisillon sud, sauf que les faisceaux de trois colonnettes naissant des voûtes du plafond s'interposent entre deux arcatures décoratives. Les voûtes présentent un profil complexe et aigu avec un tore principal nervé, que Pierre-Jean Trombetta a jugé incompatible à la période autour de 1225, suggéré par le remplage des fenêtres. Il penche donc pour une date de construction vers 1255 / 1260. Avec une expérience plus large et en tenant compte des résultats plus récents de la recherche, Maryse Bideault et Claudine Lautier puis Jacques Téaldi proposent toutefois une datation vers 1230 / 1240, et le profil des ogives du chœur de Trumilly présenterait donc une innovation. Une autre particularité sont les chapiteaux enveloppés partiellement par une seule feuille, qui ne se rencontre ailleurs en Île-de-France que dans l'église de Saint-Sulpice-de-Favières,,.

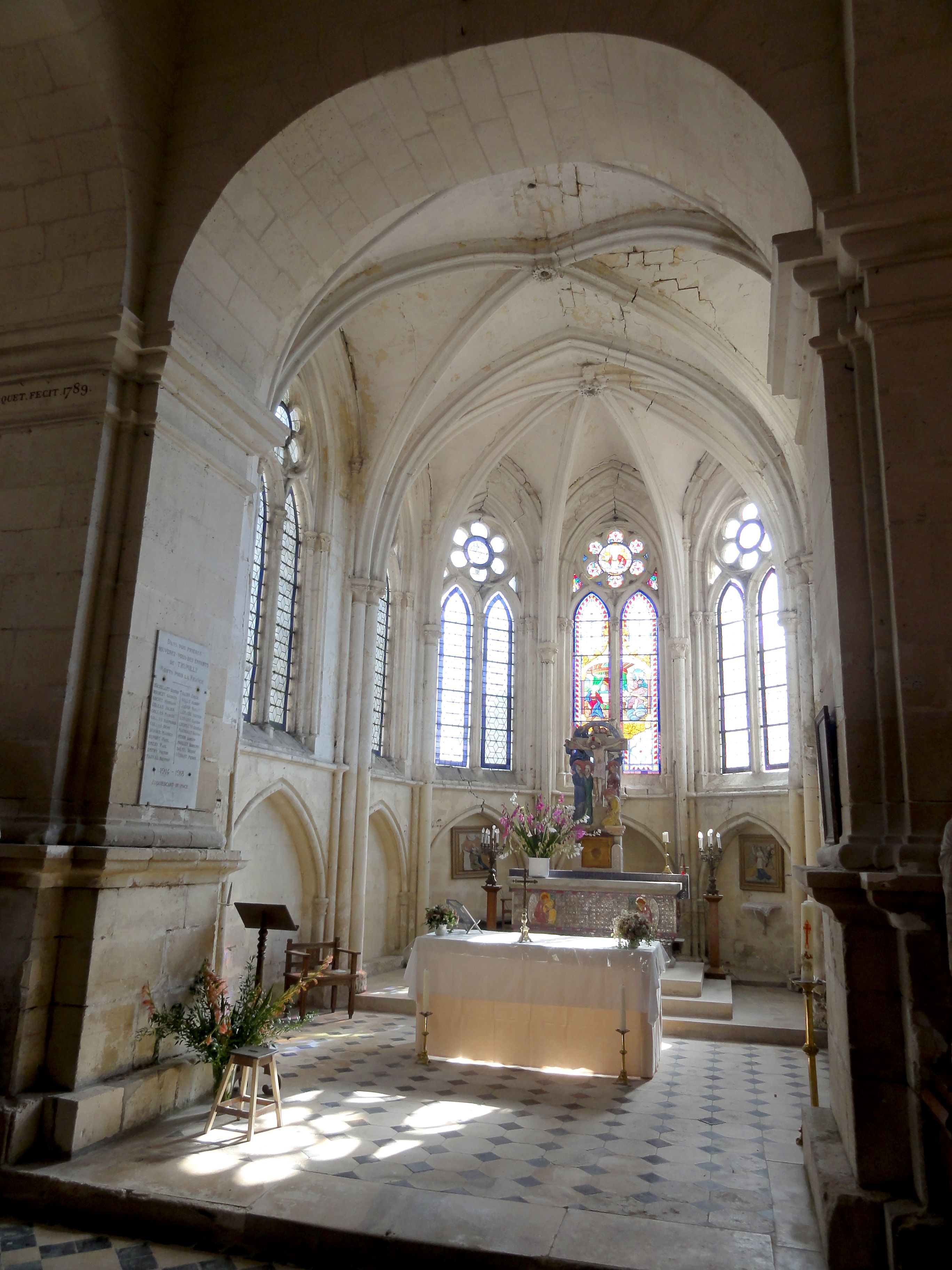
Vue depuis la croisée.
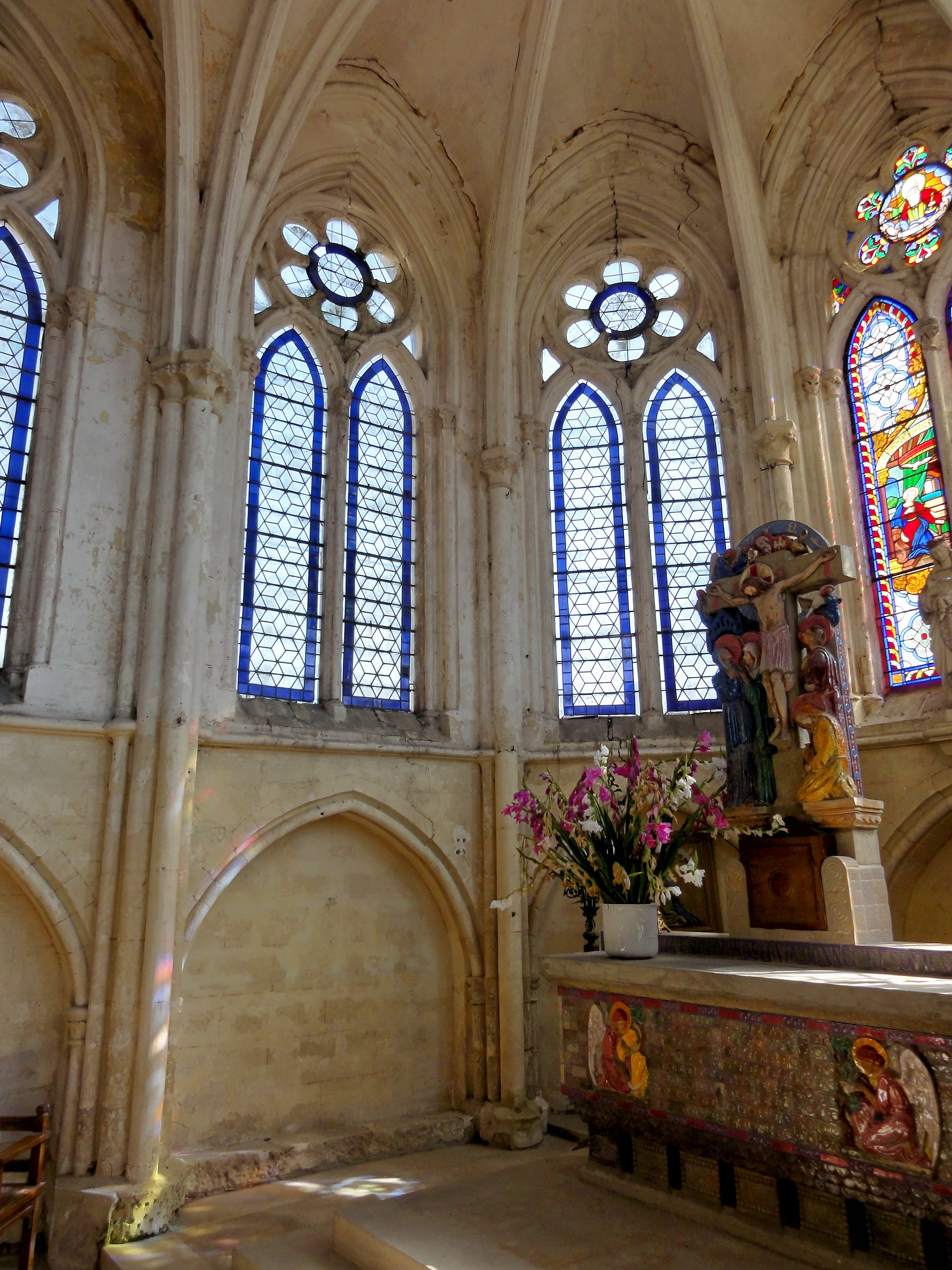
Chœur, côté nord.
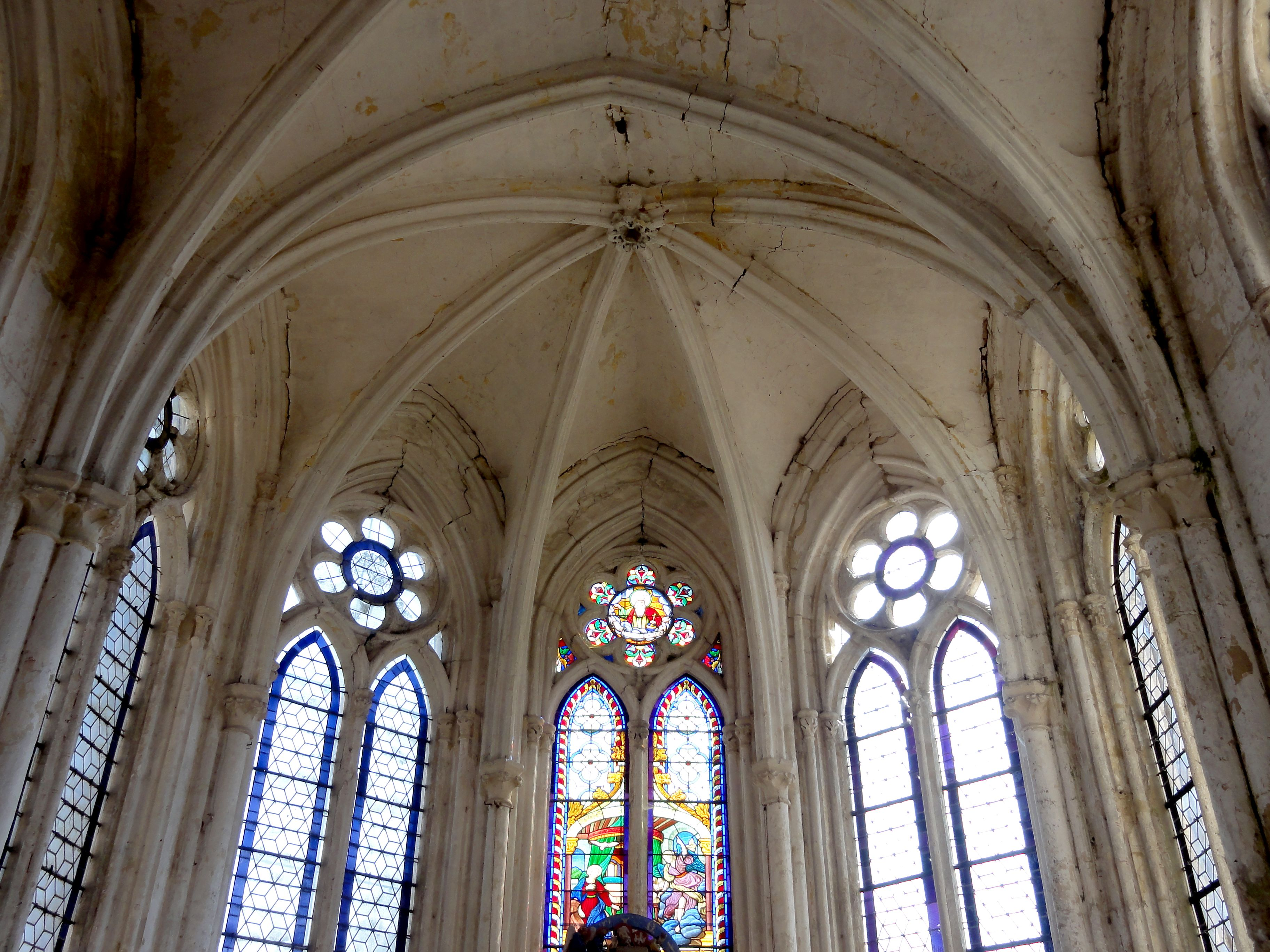
Voûte de l'abside.
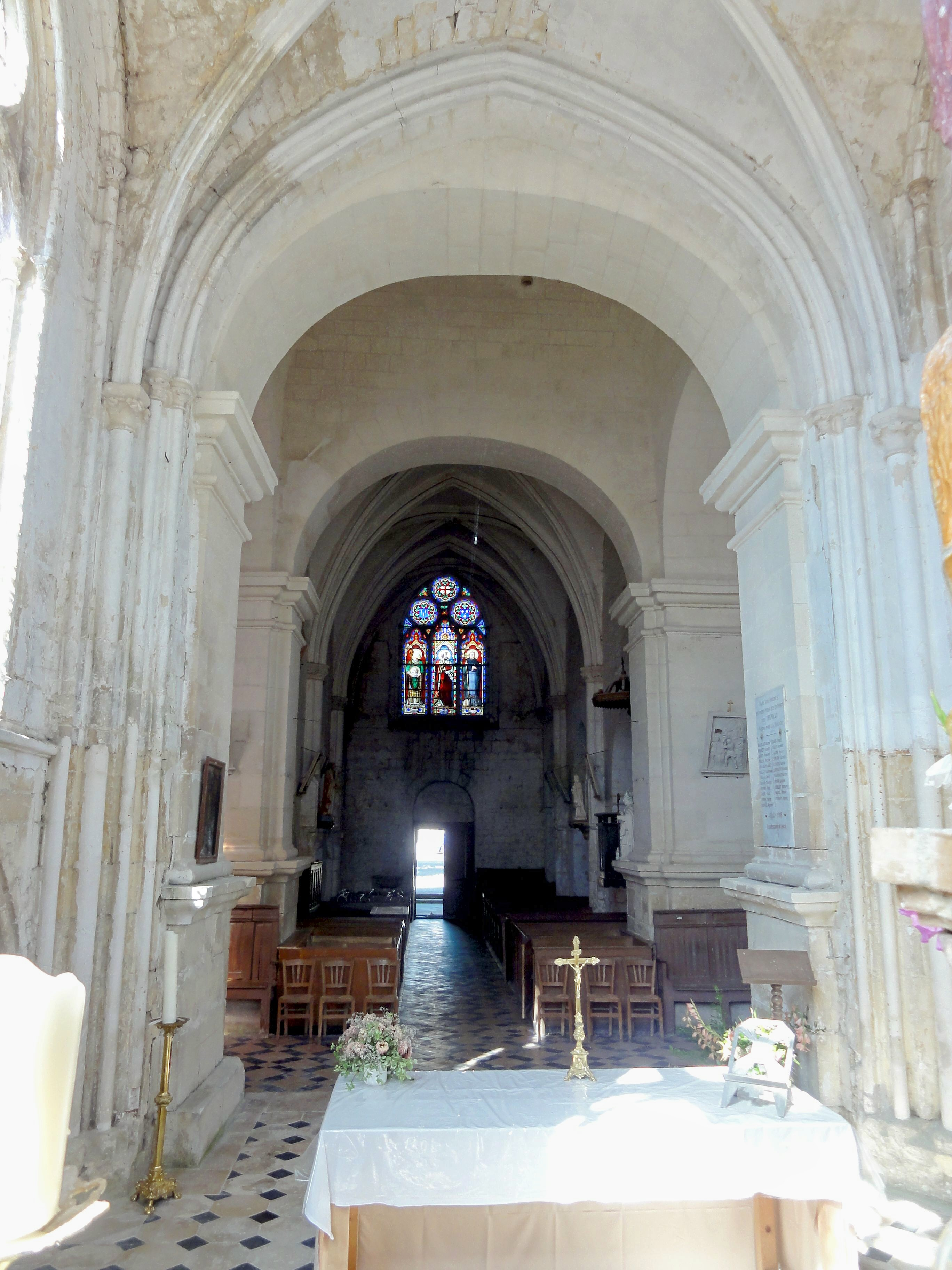
Vue depuis l'abside.
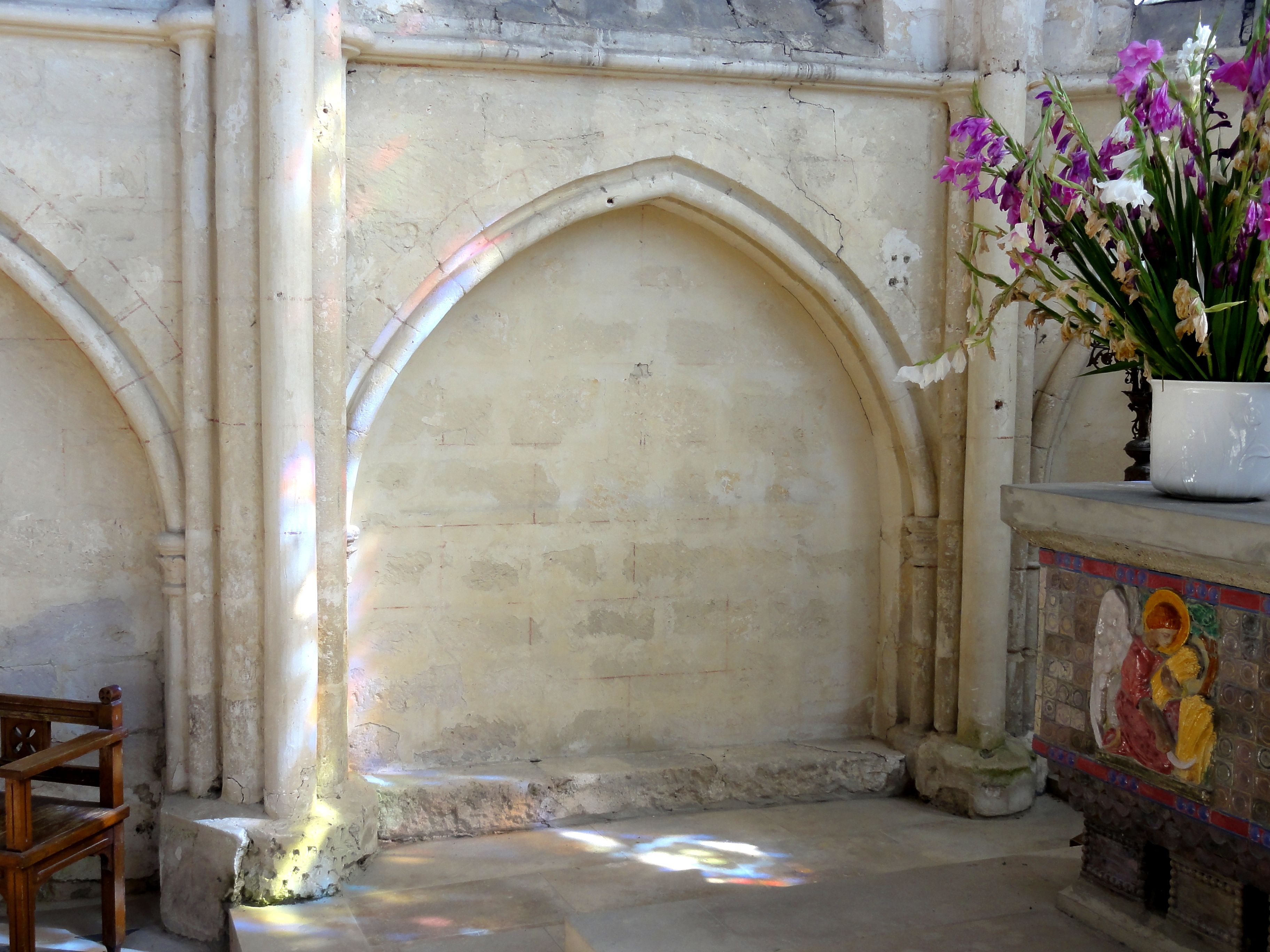
Arcature aveugle au nord.
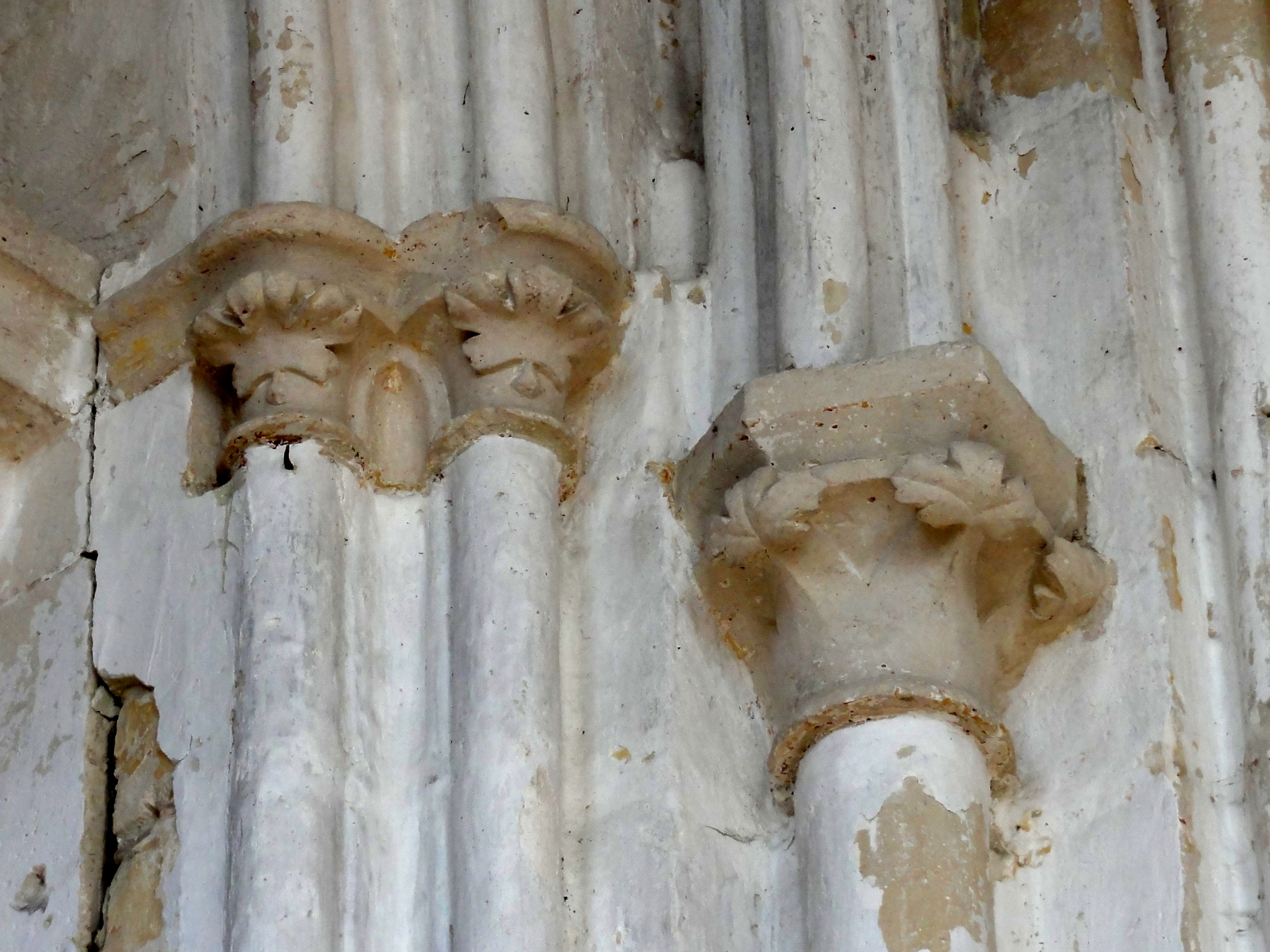
Chapiteaux dans l'angle nord-ouest.

## Mobilier
L'église renferme cinq éléments de mobilier classés monuments historiques au titre objet ou au titre immeuble en même temps avec l'église :
- Une dalle funéraire à effigie gravée du XIIIe siècle, fendue et en mauvais état, classée au titre immeuble[14].
- Un tombeau avec un gisant sculpté en haut-relief du XIIIe siècle, au visage buché, dans un enfeu[15].
- Les fonts baptismaux sous la forme d'une cuve baptismale à infusion, entourée de trois colonnes à chapiteaux, datant du milieu du XIIIe siècle[16]. On peut les rapprocher des fonts baptismaux de Gilocourt, Glaignes et Pondron (à Pondron, la cuve n'est pas sculptée).
- Deux fragments de retable du XVIe siècle vraisemblablement consacré à la Passion du Christ, taillé dans du bois de chêne et représentant Pilate se lavant les mains devant un décor architecturé, ainsi que la Mise au tombeau faisant intervenir les personnages habituels[17]. Ils ont été déposés au musée de l'Archerie et du Valois au château Saint-Aubin de Crépy-en-Valois.
- Le banc d'œuvre du début du XVIe siècle, comportant dans son dossier cinq panneaux à rinceaux flamboyants[18].

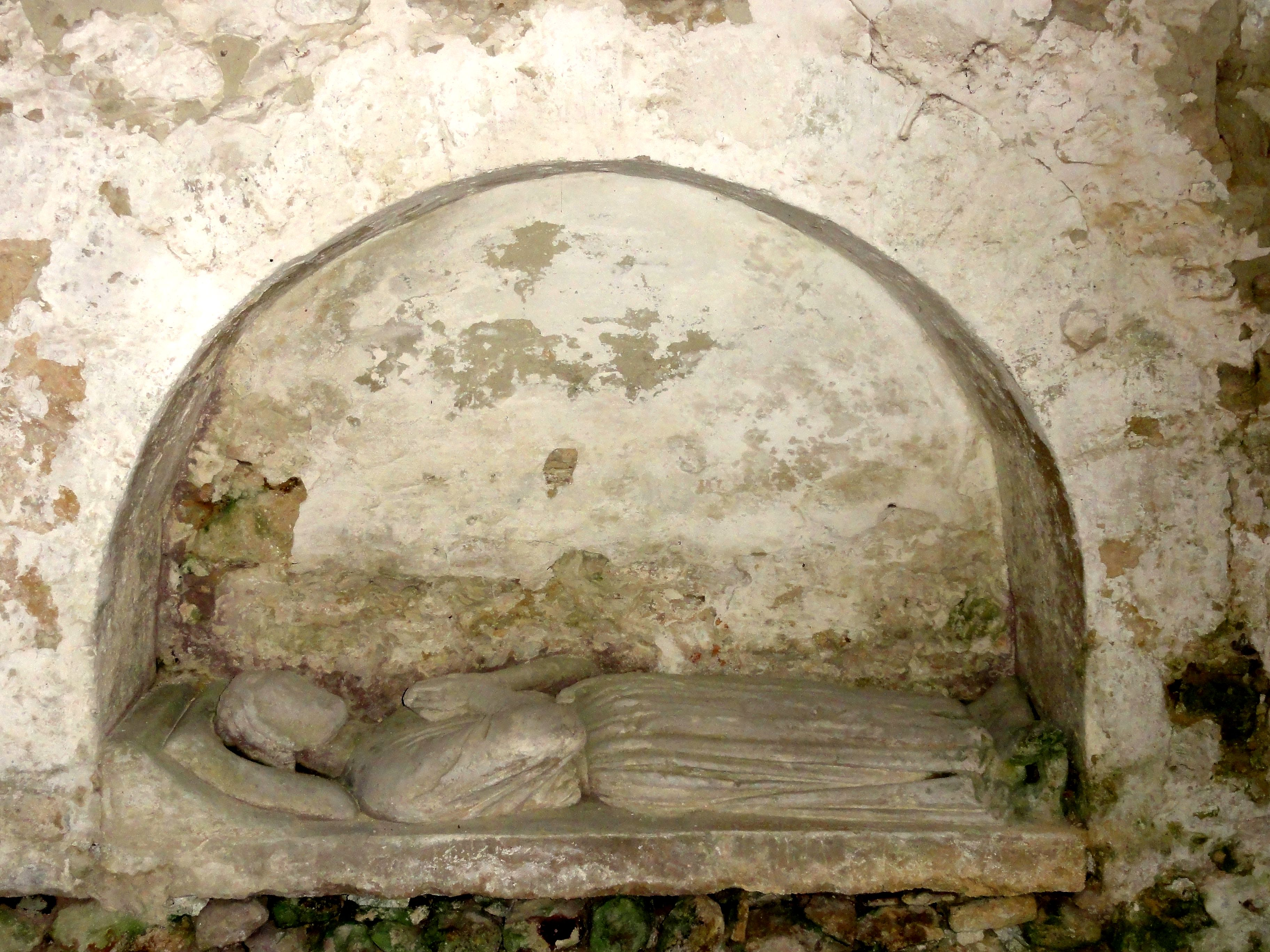
Enfeu et gisant.
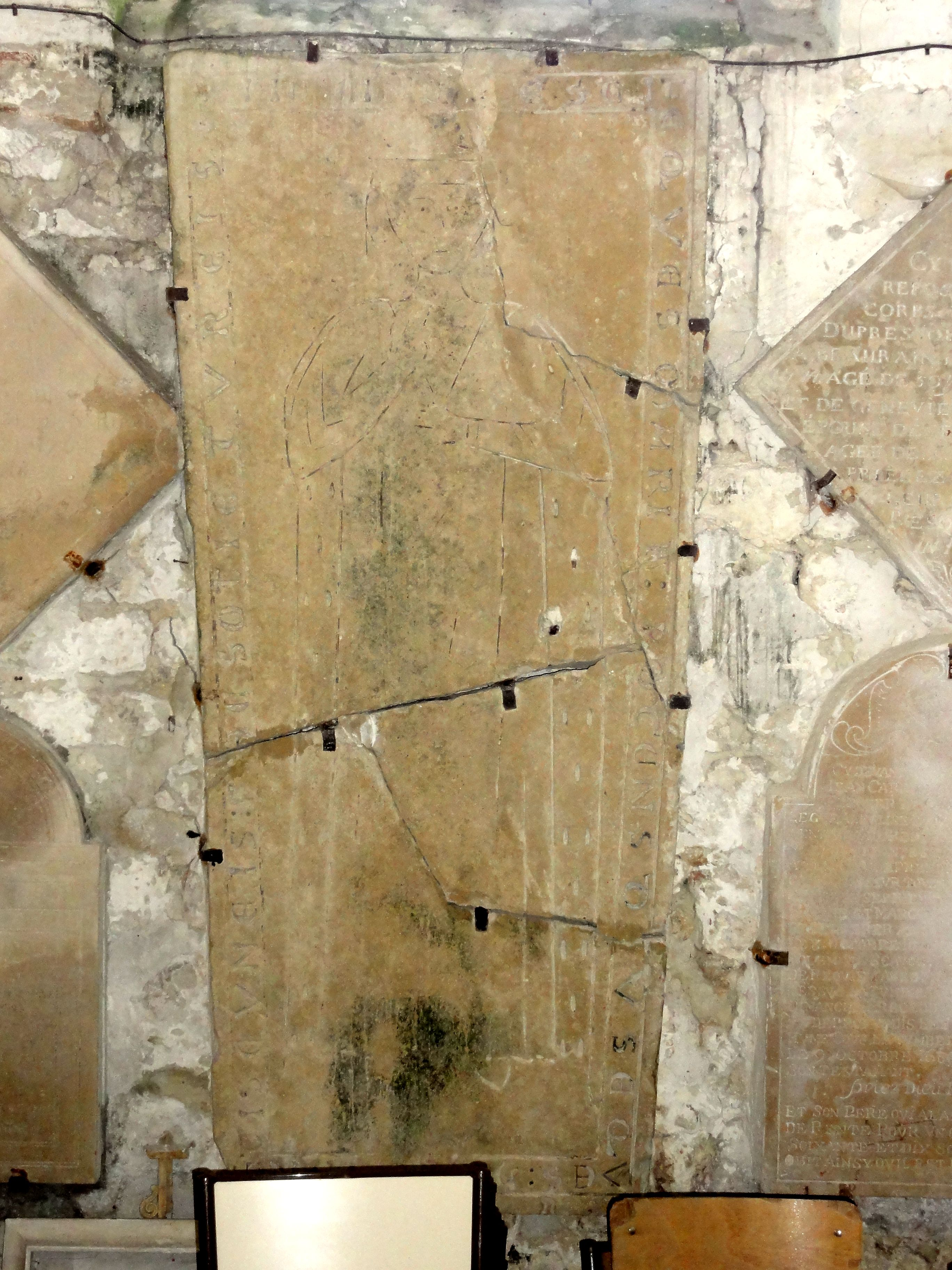
Dalle funéraire.
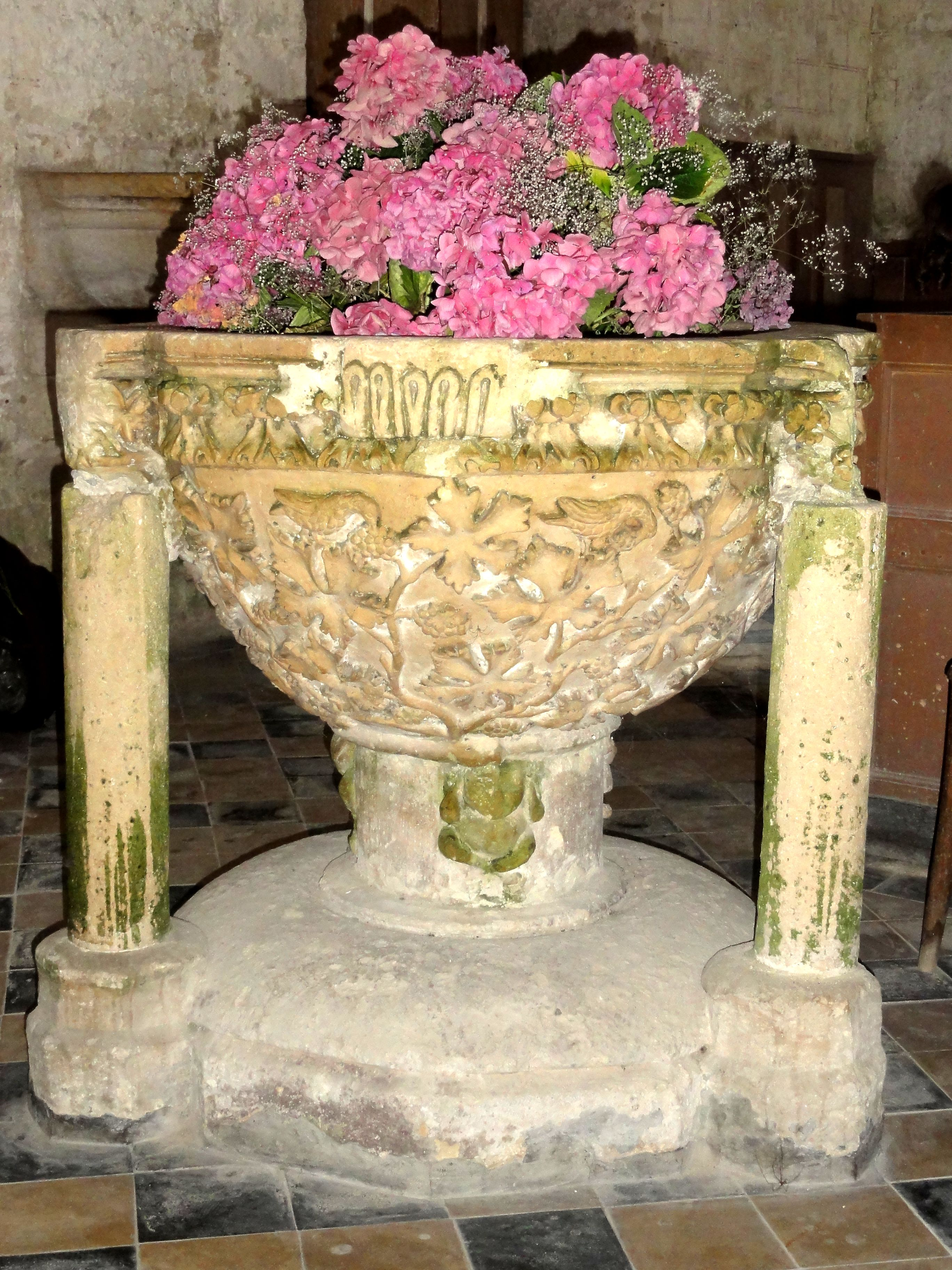
Fonts baptismaux.
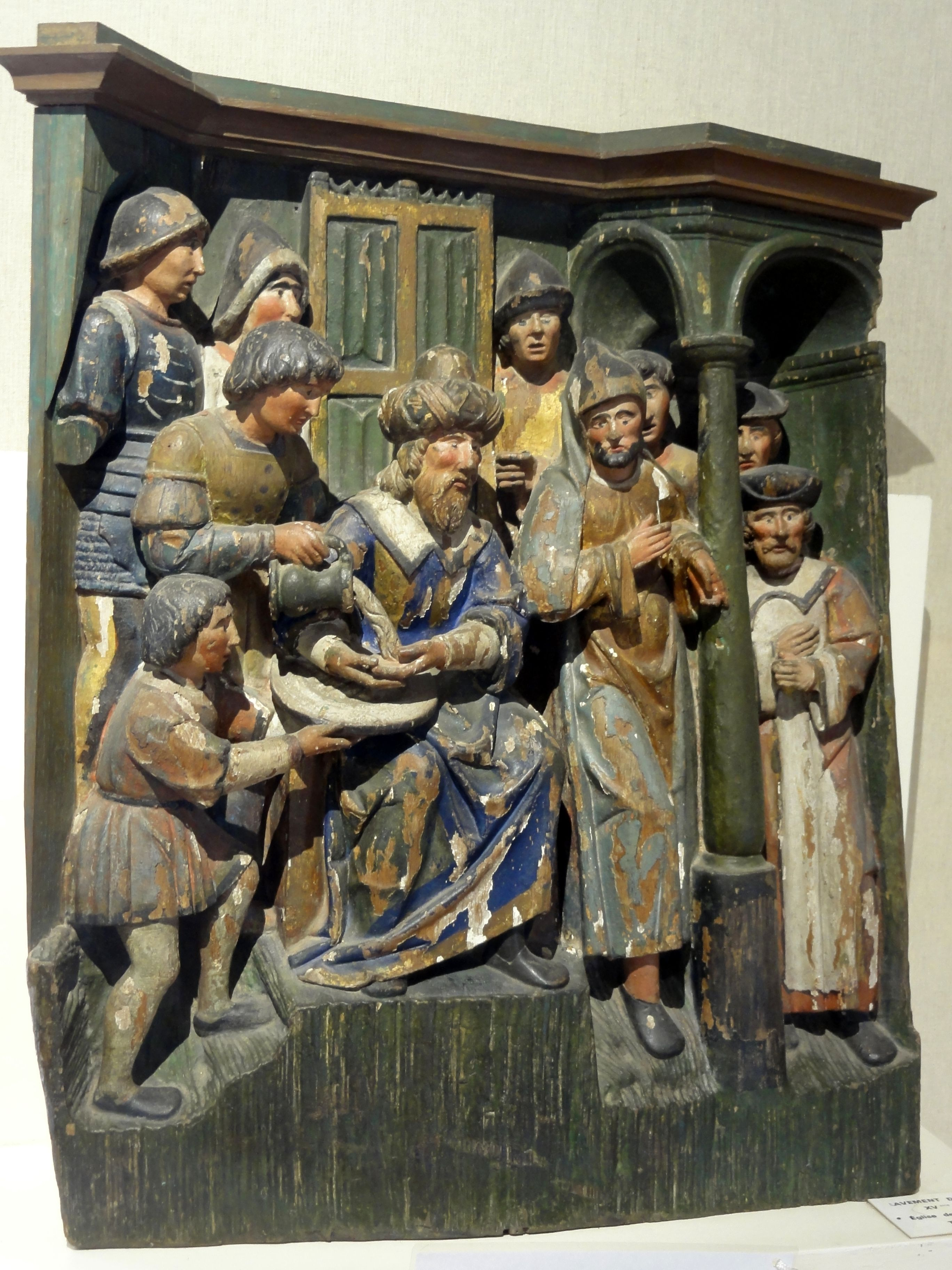
Lavement des mains.
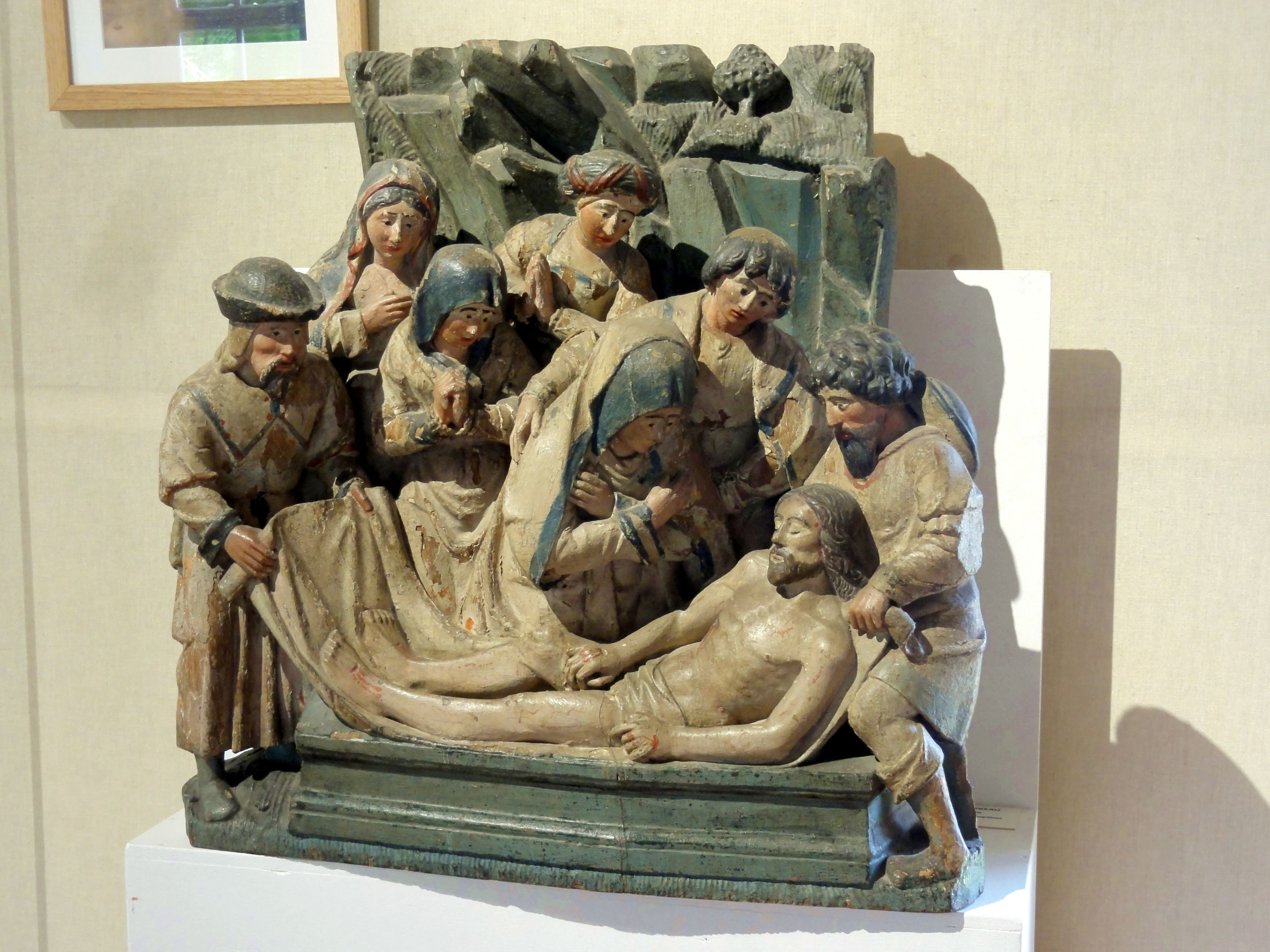
Mise au tombeau.
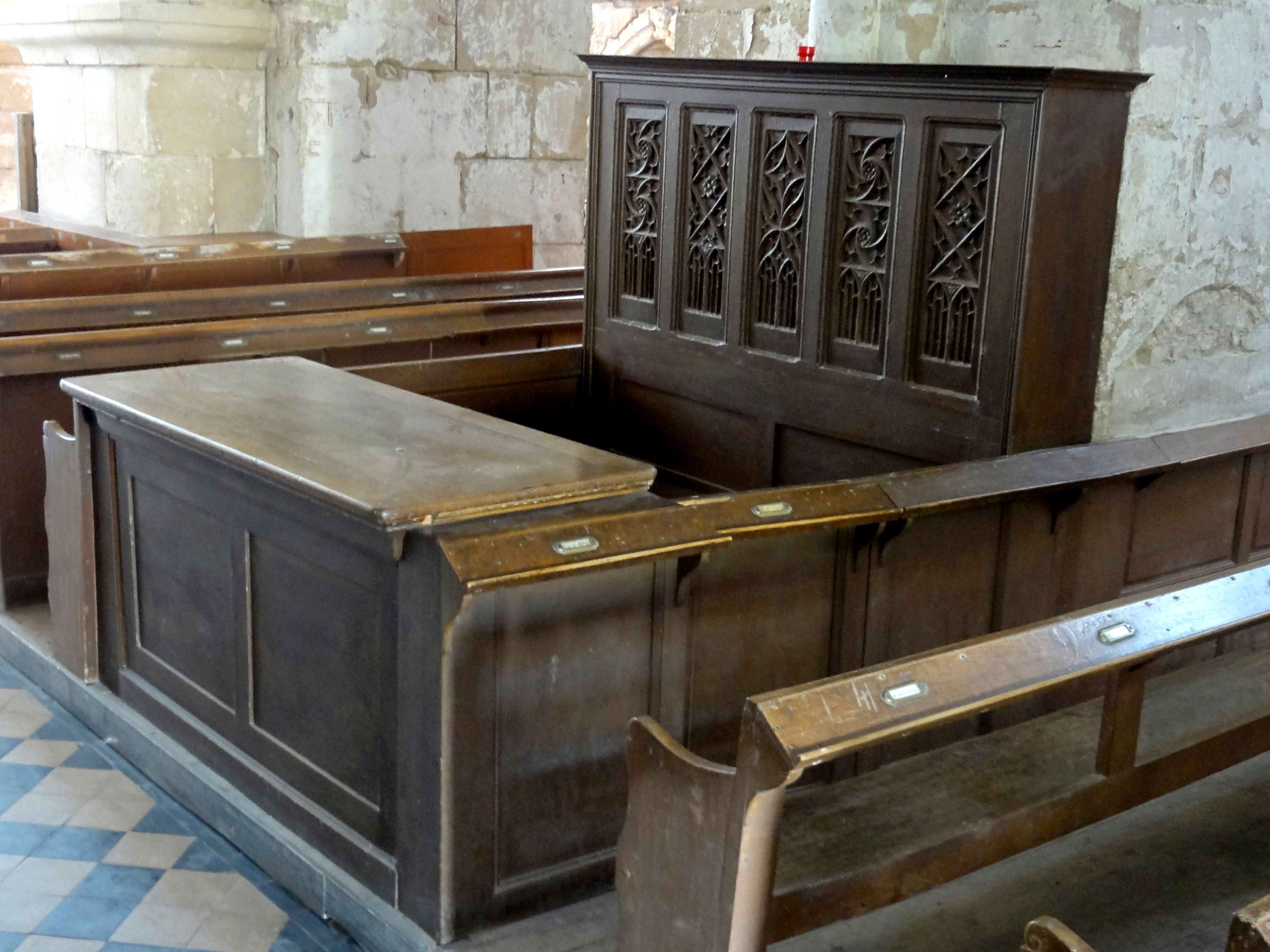
Banc d’œuvre.